# Oda Nobunaga
Oda Nobunaga (織田 信長?   ; 23 de junio de 1534-1582) oírⓘ fue un destacado daimyō (señor feudal) del período Sengoku al período Azuchi-Momoyama de la historia de Japón. Hijo de un daimyō menor de la provincia de Owari, luchó contra otros miembros de su familia por el control del clan a la muerte de su padre, matando a uno de sus hermanos en el proceso. En el año 1560 se enfrentó a un numeroso ejército (estimado por algunas fuentes entre 25 000 y 40 000 soldados samurái), comandado por Imagawa Yoshimoto, con tan solo 3000 soldados durante la batalla de Okehazama. Gracias a un ataque sorpresa salió victorioso, lo que puso a Nobunaga en la cima del poder militar del país.

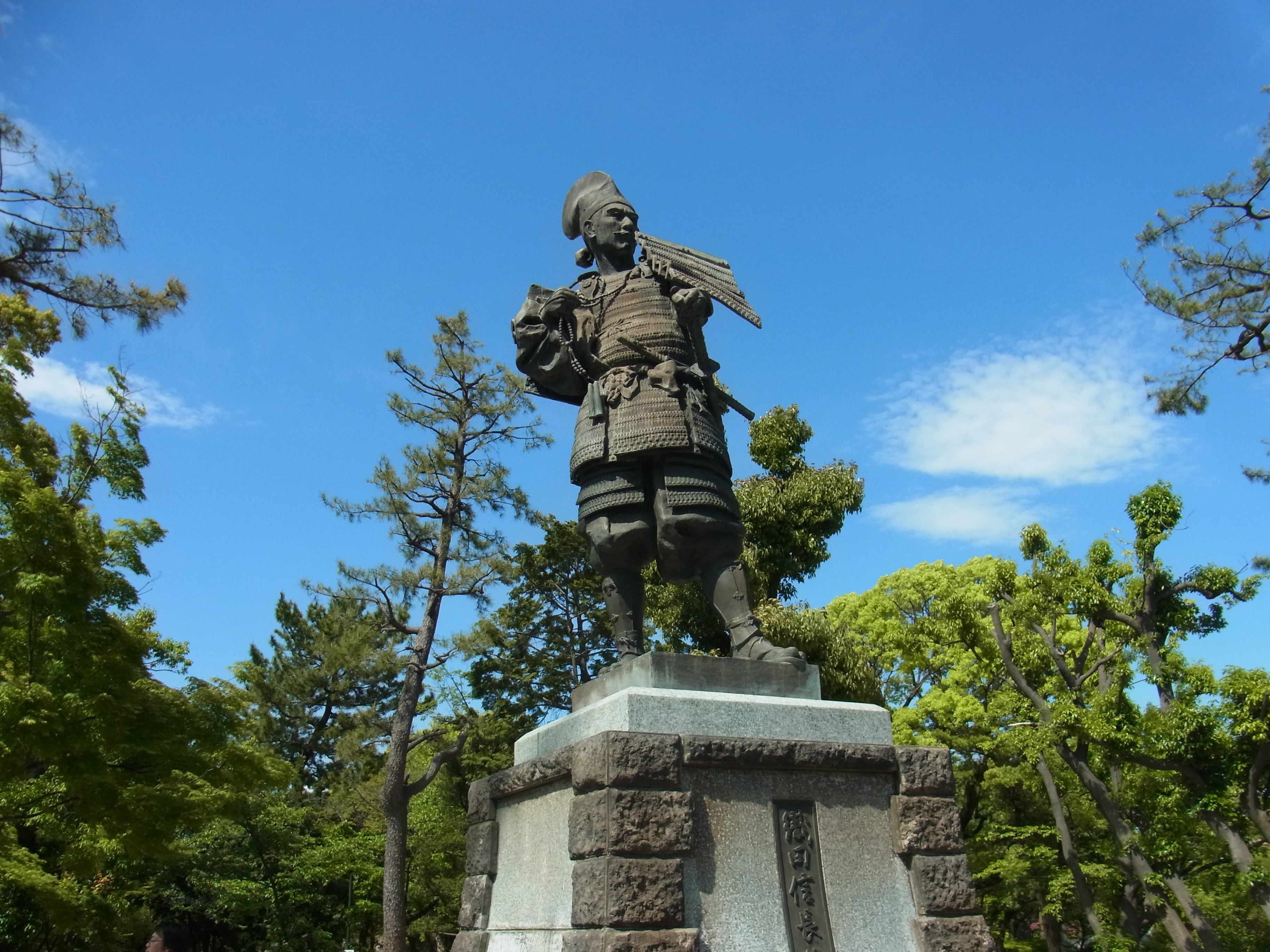
Estatua de Nobunaga en Parque Kiyosu.

En 1568 ayudó a Ashikaga Yoshiaki a que fuera nombrado shōgun por el emperador, entrando a la capital, Kioto, con su ejército y tomando el control de la ciudad. Yoshiaki quiso nombrarlo kanrei pero él se negó y en su lugar dictó una serie de regulaciones, las cuales limitaban la actividad del shōgun prácticamente a asuntos ceremoniales. Yoshiaki contactó entonces a varios daimyōs y monjes guerreros para formar una coalición contra Nobunaga, quien les hizo frente entre 1570 y 1573, año en que la rivalidad entre el shōgun y Nobunaga se hizo pública y abierta. Nobunaga se enfrentó a Yoshiaki y lo derrotó fácilmente, dando fin al shogunato Ashikaga.
En 1575 se enfrentó al clan Takeda durante la famosa batalla de Nagashino, donde sus arcabuceros derrotaron a la legendaria caballería del clan mediante el uso de disparos en rotación y no simultáneamente como se había hecho hasta entonces.
Entre 1573 y 1578 se mantuvo cerca de la corte imperial y recibió diversos títulos, llegando a ser nombrado Udaijin, Ministro de la Derecha, el tercer puesto más alto en la jerarquía gubernamental. Durante estos años Nobunaga fue la figura central del gobierno, aunque en 1578 renunció a todos sus títulos alegando deberes militares.
Para 1582 Nobunaga dominaba toda la parte central de Japón así como sus dos principales caminos: el Tōkaidō y el Nakasendō, por lo que quiso extender su dominio hacia el oeste. Mientras sus generales eran enviados a distintas regiones para proseguir las conquistas militares, Nobunaga fue a descansar en el templo Honnō. Akechi Mitsuhide, uno de sus principales generales, decidió traicionarlo, dio vuelta atrás sobre su ruta y sitió el templo, en lo que se conoce como «Incidente de Honnō-ji». Nobunaga murió en el lugar al cometer seppuku, aunque sus restos no pudieron ser encontrados debido a que el templo se incendió completamente.
Las conquistas militares de Nobunaga iniciaron un proceso de unificación del país, el cual había estado sumido en continuas luchas por tierras y poder entre los distintos terratenientes locales. El proceso de pacificación del país fue continuado por Toyotomi Hideyoshi, otro de sus principales generales y quien tomó la autoridad de Nobunaga a su muerte gracias a que fue él quien vengó su deceso al vencer a Mitsuhide. Finalmente, la unificación del país fue completada por Toyotomi en 1591, y posteriormente consolidada por Tokugawa Ieyasu, aliado y vasallo de Nobunaga, con el establecimiento del shogunato Tokugawa en 1603. Por ello, Nobunaga es considerado como el primero de los «tres grandes unificadores de Japón».
Además, algunos acontecimientos de su vida fueron determinantes en la historia de Japón: su entrada a Kioto en 1568 marca el final del periodo Sengoku y consiguientemente da inicio al periodo Azuchi-Momoyama, que toma su nombre parcialmente del castillo que mandó construir, el Castillo Azuchi. La expulsión del último shōgun Ashikaga marcó el final del segundo shogunato de la historia de Japón, el shogunato Ashikaga y también marcó el inicio de la era japonesa de «Tenshō».

## Biografía

### Orígenes

Ubicación de la provincia de Owari, lugar de nacimiento de Nobunaga.

Nobunaga nació en el año de 1534, siendo el segundo hijo de Oda Nobuhide, un daimyō menor de la provincia de Owari, en la región de Nagoya. La localización de la provincia era estratégica: estaba a una distancia corta de la capital, Kioto, pero suficientemente alejada como para evitar las continuas luchas de las provincias centrales del país. El yōmei, o nombre infantil, que recibió fue el de Kippōshi (吉法師?).
Su padre Nobuhide fue daimyō del clan Oda, aunque pertenecía a una de las ramas menores. Gracias a sus habilidades militares y diplomáticas hizo al clan casi tan poderoso como la familia principal. En 1541 y 1544 donó cierta cantidad en monedas de cobre a la corte imperial, dinero que se empleó para la reparación del Santuario de Ise y las murallas del Palacio Imperial en Kioto. Ya que dichas atenciones rara vez provenían de hombres de guerra, el Emperador Go-Nara envió una carta personal agradeciéndole el gesto, por mostrar «respeto al emperador» y «lealtad hacia el trono».
Nobuhide luchó en contra de los daimyos de las provincias de Mikawa y Mino. En 1542 Imagawa Yoshimoto, daimyō de Suruga, se adentró en Owari y se enfrentó con las tropas de Nobuhide en la batalla de Azukizaka. El clan Oda resultó victorioso y Nobuhide decidió proseguir la lucha, por lo que algunos meses después atacó la fortaleza de Imagawa en Ueno, aunque no pudo tomarla.
En 1547 y 1548 atacó a Saitō Dōsan, daimyō de Mino, aunque posteriormente llegaron a un acuerdo de paz en el que se incluía el matrimonio de Nobunaga con la hija de Dōsan, Nōhime.
Años más tarde Nobuhide atacó el Castillo Okazaki, custodiado por Tokugawa Hirotada, padre de Tokugawa Ieyasu y aliado de Yoshimoto. Hirotada solicitó el auxilio de su aliado, quien aceptó ayudarlo con la condición de que Hirotada enviara a su hijo a Sunpu como rehén. Hirotada aceptó, pero su hijo fue secuestrado por los hombres del clan Oda. Por consiguiente Hirotada dudó en seguir atacando al clan, aunque Yoshimoto prosiguió la lucha y en 1549 infligió severos daños a las tropas de Nobuhide, quien murió poco después, en 1551.

### Juventud
Nobunaga tuvo su genpuku —o ceremonia de mayoría de edad— en 1546 en el Castillo Furuwatari, donde cambió su nombre a Saburo Nobunaga. Contó con maestros que le instruían en los escritos clásicos chinos así como en tácticas de guerra, aunque los exasperaba con su arrogancia e irreverencia. Uno de sus principales pasatiempos era la cetrería, además de que practicaba frecuentemente con el arco, la lanza, la espada y las armas de fuego.
Su forma de vestir era extravagante: usaba mangas cortas con colores extraños y hakamas de piel de tigre. Debido a sus modales y comportamiento, la gente le llamaba «baka dono» («Don tonto») o creía que estaba loco, aunque el escritor Mark Weston cree que podría tratarse de una estrategia para que no lo vieran como un rival por el poder. Se dice además que cuando su padre murió, Nobunaga se presentó vestido informalmente y en lugar de llevar a cabo el ritual como se acostumbra, de poner pizcas de incienso al que se está quemando en el brasero, tomó el brasero y lo aventó contra el altar, hacia la tableta que tenía escrito el nombre del difunto, lo que conmocionó a los presentes.

### Daimyō

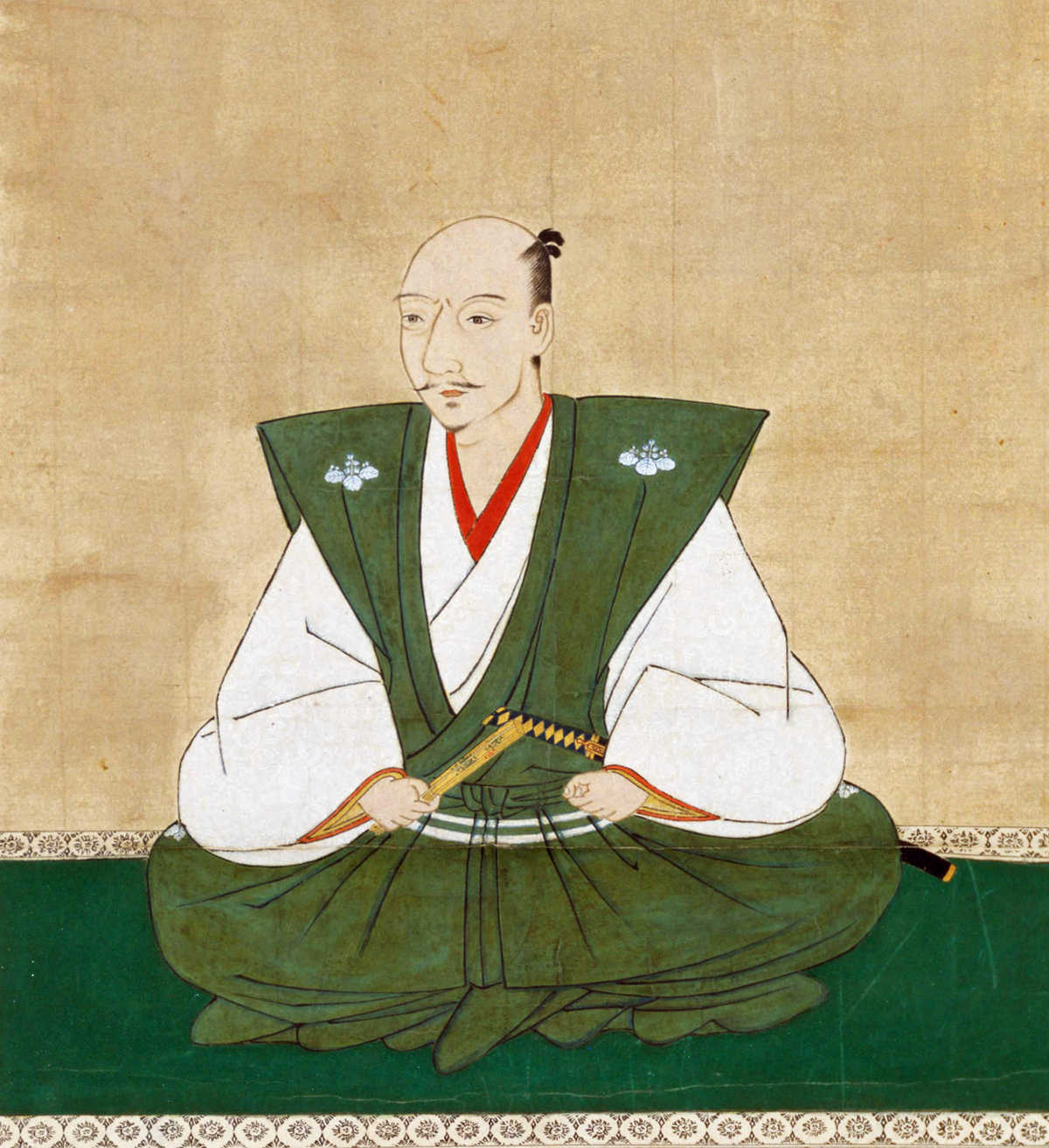
Representación de Oda Nobunaga.

Tras la muerte de su padre, Nobunaga mostró poco interés en tomar el control del clan y administrar sus dominios, por lo que uno de sus vasallos, Hirate Kiyohide, cometió seppuku en 1553 a manera de protesta para hacerlo recapacitar sobre su proceder. Al parecer el sacrificio de su vasallo tuvo el efecto deseado (incluso posteriormente construyó un templo en su honor, el Seishū-ji) y Nobunaga comenzó a luchar contra sus parientes que querían hacerse con el control del clan, incluso matando a un hermano menor. En 1556 su hermano mayor Nobuhiro se alió con el nuevo señor de Mino, Saitō Yoshitatsu, con la intención de hacer a un lado a Nobunaga, y aunque este se enteró del complot en su contra, decidió perdonar a su hermano. Al año siguiente su hermano menor Nobuyuki, auxiliado por Shibata Katsuie y Hayashi Michikatsu, planeó también asesinarlo. En esta ocasión, cuando Nobunaga se enteró del plan, lo mandó matar, aunque a los vasallos les fue perdonada la vida.
No fue hasta 1560 cuando definitivamente se afianzó en el poder de todo el clan.

#### Relación con Mino y Mikawa
En 1556 Saitō Yoshitatsu se enfrentó a su padre adoptivo, Saitō Dōsan, en la batalla de Nagaragawa. Nobunaga fue incapaz de ayudar a su suegro, quien murió en la batalla. La relación con la provincia de Mino se rompió, pues el hijo de Dōsan desconoció la alianza.
Por su parte el clan Matsudaira comenzó a atacar los castillos del clan Oda en la provincia de Mikawa en 1558.
Imagawa Yoshimoto avanzó hacia el oeste gracias a una serie de alianzas por medio de matrimonios arreglados con otros dos clanes con los que habían tenido conflictos: la hija de Imagawa Yoshimoto se casó con el hijo de Takeda Shingen, del clan Takeda, y la hija de Shingen se casó con el hijo de Hōjō Ujiyasu. La hija de Ujiyasu se casó con el hijo de Yoshimoto. Habiendo establecido estas alianzas, los Hōjō se expandieron en Kantō, el clan Takeda se movió para afianzar Shinano y los Imagawa se dirigieron a atacar a los Oda en Owari.
En dos ocasiones, en 1554 y 1558, Nobunaga se enfrentó a ataques a menor escala en Owari por parte de Yoshimoto. Posteriormente el clan Imagawa juntó numerosos ejércitos entre las provincias de Suruga, Tōtōmi y Mikawa para llevar a cabo un ataque mucho mayor. Según recuentos de la época, el ejército contaba con 40.000 soldados.

#### Batalla de Okehazama

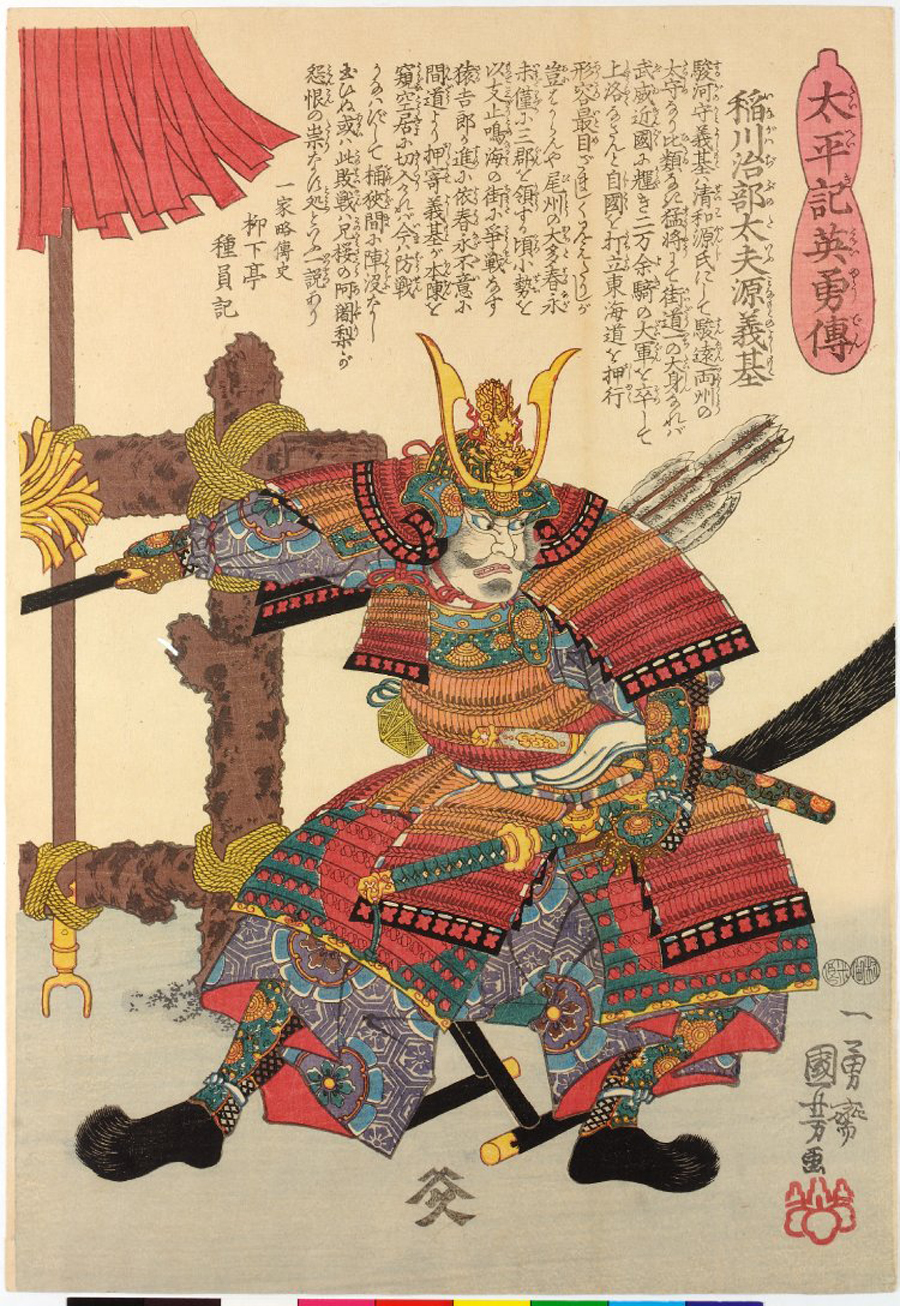
Representación de Imagawa Yoshimoto. Sus tropas fueron sorprendidas durante la batalla de Okehazama, lo que puso a Nobunaga en la cima del poder militar del país.

Imagawa lanzó un primer ataque contra una de las fortalezas de la frontera, en Washizu y Marune. Exploradores de Nobunaga le notificaron que el castillo había sido completamente destruido y que el ejército enemigo, incluyendo a su comandante, estaba descansando en un lugar conocido como Dengakuhazama. Mientras el enemigo celebraba los resultados que habían obtenido hasta el momento, Nobunaga preparó a su ejército, estimado en poco más de 3000 soldados, para un ataque sorpresa. Los centinelas del ejército de Yoshimoto no estaban alertas y cayó una fuerte tormenta mientras que el ejército de Nobunaga se acercaba. Cuando las nubes se disiparon, Nobunaga y sus hombres atacaron a los enemigos, y debido a que éstos no estaban preparados, comenzaron a huir en todas las direcciones. La tienda de Yoshimoto quedó desprotegida y al escuchar el alboroto en el exterior pensó que sus hombres, ya ebrios, estaban peleando entre sí. Cuando Yoshimoto salió de su tienda un samurái, vasallo del clan Oda, le clavó una lanza en el vientre. Yoshimoto sacó su espada y rompió la lanza, pero justo en ese momento un segundo samurái apareció y le cortó la cabeza.

#### Alianzas posteriores a Okehazama
Gracias a su victoria en Okehazama, Nobunaga ascendió a la cima del poder militar en el país. Además, formalizó su alianza en 1562 con Matsudaira Motoyasu (más conocido como Tokugawa Ieyasu), quien pudo establecer Mikawa como una provincia independiente, y con Takeda Shingen en 1565. Además de las alianzas anteriores, Nobunaga encontró algo de tranquilidad hacia el área de la capital por medio de una alianza con Azai Nagamasa, de la provincia de Ōmi, en 1564. Para cerrar dichas alianzas Nobunaga le dio una de sus hijas al hijo mayor de Ieyasu, una hermana a Azai Nagamasa y una hija adoptiva al hijo de Takeda Shingen.

#### Ataques a Mino
Después de que Saitō Yoshisatsu rompió relaciones con el clan Oda, Nobunaga comenzó una serie de ataques en contra de la provincia de Mino, los cuales duraron entre 1559 y 1567, cuando finalmente cayó el Castillo Inabayama, en gran medida gracias a las acciones de Toyotomi Hideyoshi.

### Tenka fubu

Tenka fubu.

Nobunaga reubicó su cuartel general desde Kiyosu hasta Inabayama después de tomar la ciudad (la cual estaba asentada sobre el Nakasendō) y la renombró como «Gifu» en alusión al lugar donde el general chino Wu Wang, fundador de la Dinastía Zhou, había comenzado la unificación del país en el siglo XII. Alrededor de estas fechas comenzó a utilizar en su sello el eslogan Tenka fubu (天下布武?), el cual puede traducirse como «el reino [tenka] sujeto a lo militar». A partir de 1570 sus misivas alternarían entre su firma Tenka no tame (por el bien del reino) y Nobunaga no tame (por el bien de Nobunaga).
Ese mismo año de 1567 el emperador le envió una embajada especial expresando su aprecio por la lealtad y sinceridad de su difunto padre, recomendándole seguir sus pasos. Le solicitó restablecer el orden imperial, e incluso expresó su deseo de que Nobunaga fuera hasta Kioto a restaurar el orden.

#### Nobunaga y el últimoshōgunAshikaga
Ashikaga Yoshihide fue nombrado shōgun en 1568, apoyado por quienes habían asesinado a su predecesor, Yoshiteru, años atrás. Otro posible candidato al gobierno era Ashikaga Yoshiaki, quien era en ese entonces un monje budista que logró escapar con la finalidad de encontrar quien lo apoyara en su causa. Alrededor de las mismas fechas en que Nobunaga venció a los Saitō, Yoshiaki lo contactó, pidiendo su ayuda para ser nombrado shōgun después de haberlo solicitado a los daimyos de Ōmi, Kōzuke, Noto y Echizen. Oda Nobunaga decidió apoyarlo y tomó el control de Kioto para garantizar «los intereses del Emperador». Yoshihide y el ejército de Matsunaga Hisahide —quien había apoyado a Yoshihide— huyeron ante la presencia del ejército de Nobunaga. Una vez que Nobunaga tuvo la situación controlada en la capital, el Emperador Ōgimachi nombró a Yoshiaki shōgun. El emperador, además, les ordenó que le ayudaran a recuperar las propiedades que habían pertenecido a la familia imperial. Yoshiaki quiso también nombrar a Nobunaga como kanrei, pero este se negó a subordinarse al shogunato e intentó dominar al shōgun.
Para este momento de la historia, Nobunaga dominaba las provincias de Owari, Mino, partes de Ise e Iga, así como la parte sur de Ōmi, la cual había tomado durante su viaje a Kioto.

#### 1570-1573
A partir de 1570 el shōgun comenzó a rebelarse contra las imposiciones de Nobunaga y buscó apoyo en diversos clanes. En respuesta, Nobunaga no atacó directamente al shōgun, sino a los daimyos que se oponían a él o buscaban apoyar al shōgun, comenzando con Asakura Yoshikage de Echizen.
A comienzos de año Nobunaga atacó la fortaleza del clan Asakura en Echizen, pero tuvo que retirarse debido a que el clan Azai y el clan Rokkaku declararon su lealtad hacia los Asakura. La entrada del clan Azai en el conflicto puso fin al tratado de paz que habían hecho Nobunaga y Nagamasa años antes. Ahora, con dos frentes de batalla, Nobunaga respondió atacando al Castillo Odani, en la capital de la provincia de Ōmi.

##### Batalla de Anegawa

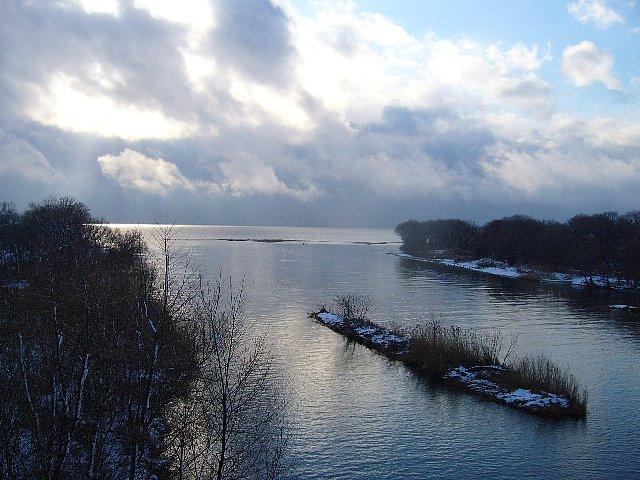
Vista actual del río Anegawa.

Nobunaga se enfrentó a los Azai y los Asakura junto con su aliado Tokugawa Ieyasu en el río Anegawa ese mismo año, por lo que la batalla toma su nombre del lugar en donde se llevó a cabo el enfrentamiento.
Las tropas de Nobunaga avanzaron contra el castillo de los Azai, el Castillo Odani, y cruzando el río se enfrentaron con las tropas del clan, mientras que una pequeña porción se dirigió a asediar el Castillo Yokohama. Mientras tanto, las tropas del clan Tokugawa se enfrentaron con las del clan Azai, ganándoles fácilmente. Debido a que Nobunaga tenía problemas en su enfrentamiento, Tokugawa arremetió por el flanco derecho, mientras que Inaba Ittetsu, vasallo del clan Oda y quien hasta entonces no había participado en la batalla, pues fungía como reserva, atacó por el izquierdo. Nobunaga salió victorioso de la batalla, la cual prácticamente se peleó mano a mano.
A pesar de que las tropas del clan Oda tomaron pequeños castillos dentro de la provincia, las tropas combinadas del clan Azai y Asakura lograron repeler los asaltos hasta 1571.
A finales de 1570 Nobunaga se enfrentó contra el clan Miyoshi y sus aliados los Ikkō-Ikki, monjes guerreros miembros de la secta budista del Jōdo Shinshū del Hongan-ji, por lo que sus tropas se debilitaron a causa de tantos frentes abiertos. A través de la intercesión del trono, Nobunaga logró un acuerdo de paz con el clan Azai, que fue roto por Azai Nagamasa en 1571 cuando se unió a los Ikkō-Ikki en batalla. Antes de regresar a Ōmi, Nobunaga tuvo dos enfrentamientos de importancia: uno en el monte Hiei y otro en la provincia de Tōtōmi.

##### Ataque al monte Hiei

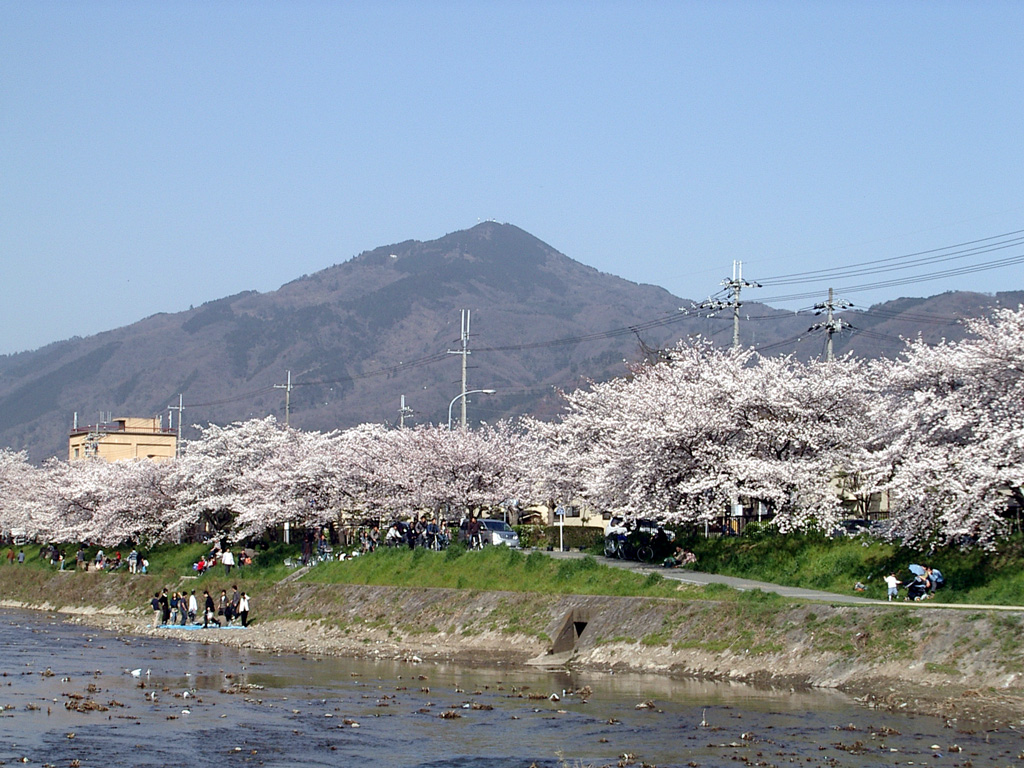
Vista actual del monte Hiei. La masacre de los monjes de este lugar ha sido uno de los actos más controvertidos de Nobunaga.

Otra facción enemiga de Nobunaga eran los monjes guerreros del Monte Hiei, quienes habían atacado Kioto en varias ocasiones anteriormente y se habían aliado con los Ikkō-Ikki, los Azai y los Asakura. A finales de 1571, mientras Nobunaga marchaba hacia la provincia de Echizen, pasó cerca del Hiei y se dio cuenta de que los monjes del lugar amenazaban sus líneas de comunicación hacia la capital del país, por lo que un año más tarde la montaña fue rodeada por un ejército numeroso, estimado en 30 000 soldados. El ejército de Nobunaga avanzó, matando todo lo que estuviera a su paso como una advertencia para todos aquellos ejércitos, religiosos o no, que se opusieran a él. Al día siguiente, el Enryaku-ji, un complejo religioso budista, estaba en llamas y miles de sus habitantes yacían muertos.
Luis Frois, misionero jesuita que llegó a Japón en 1563 describió el ataque de la siguiente forma:

En su arribo a Sakamoto se dio cuenta de que debido a que estaba acompañado por un ejército de 30.000 hombres estaba en buena posición para tomar venganza de los bonzos (monjes) de las universidades de Hieizan, por lo que juntó a todo su ejército para reducir a los monjes. Cuando los bonzos se enteraron de su intención y vieron que no había más recursos, enviaron un ofrecimiento de 300 barras de oro (cada una con un valor de 45 taels de plata) y 200 barras fueron enviadas desde el pueblo de Katata. Pero Nobunaga no aceptó ninguna de ellas, declarando que no había ido a enriquecerse sino a castigar sus crímenes con severidad y rigor. Cuando los sátrapas de las universidades escucharon su respuesta, aunque sabían que Nobunaga tenía poco respeto por los kami (deidades Shintō) y hotoke (Buda), aún no creían que destruiría el ídolo de Sannō, ya que era muy venerado y sus castigos no eran menos temidos. Por esta razón todos ellos decidieron reunirse en el templo (el cual está en la cima de la montaña) y abandonar todos los otros templos y sus tesoros. Al mismo tiempo los bonzos persuadieron a la gente del pueblo de Sakamoto para que subieran junto con sus mujeres y niños.

Sabiendo que los tenía a todos en la cima de la montaña, Nobunaga inmediatamente dio instrucciones de incendiar Sakamoto y pusieran a espada a todos aquellos que se encontraran en el pueblo. Esto fue el 29 de septiembre de este año, 1571[...] Y para mostrarles a los bonzos que estaban en la montaña el poco respeto que tenía por las quimeras [...] y por los castigos de Sannō, la segunda cosa que hizo fue quemar todos los templos de este ídolo que estaban abajo a los pies de la montaña: también destruyó siete universidades de las cuales no quedó nada. Después desplegando su ejército de 30.000 hombres en forma de anillo alrededor de la montaña, dio la orden de avanzar hacia la cima. Los bonzos comenzaron a resistirse con sus armas e hirieron como a 150 soldados. Pero fueron incapaces de hacer frente a tan feroz asalto y fueron todos puestos a espada, junto con sus hombres, mujeres y niños de Sakamoto[...]

Al día siguiente[...] incendiaron el gran templo de Sannō[...] Y después Nobunaga ordenó a un gran número de mosqueteros que fueran a las colinas y bosques como si fueran de cacería; debían de encontrar a cualquier bonzo que se escondiera ahí, que no perdonaran la vida de ni uno de ellos[...] Pero Nobunaga no estaba satisfecho con esta victoria y deseaba saciar su sed de venganza aún más e incrementar su fama. Por lo que comandó a todo su ejército para ir y saquear las casas restantes de los bonzos e incendiar los cuatrocientos extraños templos de esas famosas universidades de Hieizan. Y el mismo día todos habían sido destruidos, incendiados y reducidos a cenizas. Después ordenó a su ejército que fuera a Kataka, la cual fue incapaz de ofrecer resistencia y también fue consumida por el fuego. Ellos me dijeron que ahí habían muerto como 1.500 bonzos y el mismo número de seglares, hombres, mujeres y niños.

##### Lucha contra Takeda Shingen
Nobunaga pensaba atacar nuevamente al clan Azai en 1572 pero Takeda Shingen no lo permitió. Uniéndose a la causa de Ashikaga Yoshiaki, Shingen rompió la alianza con Nobunaga en 1565 y atacó su flanco este. A finales de 1572 el ejército del clan Takeda venció a Nobunaga en la batalla de Mikatagahara en Tōtōmi. Afortunadamente para Nobunaga, Shingen falleció al año siguiente, lo que provocó que la situación del shōgun quedase fuertemente resentida.

##### Colapso del shogunato Ashikaga
A su regreso a Kioto en 1573 después de estar en Tōtōmi, Nobunaga no solo confrontó al shōgun sino también a los habitantes de la capital, a quienes les exigió el pago de un gran tributo militar como símbolo de obediencia. Cuando los habitantes se rehusaron incendió partes de la ciudad. Yoshiaki hizo un llamamiento a los daimyos cercanos y a las autoridades religiosas para que tomaran las armas en contra de Nobunaga, mientras que él se fortificó al sur de Kioto esperando los refuerzos. Nobunaga venció fácilmente a Yoshiaki y le perdonó la vida, condenándolo al exilio. Tan solo una semana después de haber logrado el retiro del shōgun Yoshiaki, Oda Nobunaga logró convencer al emperador de que hiciera el cambio de nombre de la era a «Tenshō», como símbolo del establecimiento de un nuevo sistema político.
Al mes siguiente de haber depuesto a Ashikaga Yoshiaki, Nobunaga se dirigió nuevamente hacia Ōmi por última ocasión.

##### Extinción del clan Azai y del clan Asakura
Cualquier rastro de estos clanes desapareció cuando Nobunaga asedió los castillos Odani e Ichijō no tani.
Mientras los soldados de Nobunaga se acercaban al Castillo Odani, Azai Nagamasa solicitó refuerzos a Asakura Yoshikage. Cuando los soldados del clan Asakura salían hacia el sur, Nobunaga los interceptó y venció fácilmente en su cuartel general de Echizen, Ichijō no tani, por lo que Yoshikage cometió seppuku. Después de su victoria se dirigió a Tōtōmi, donde también venció fácilmente al clan Azai. Allí, tanto Nagamasa como su padre cometieron seppuku, a la madre de Nagamasa la mataron después de que le quitaron los dedos y su hijo también fue ejecutado. La esposa de Nagamasa (hermana de Nobunaga) y sus tres hijas fueron llevadas hasta Owari. Varios días después, las cabezas de Azai Nagamasa y de Asakura Yoshikage fueron expuestas en Kioto.
Como conclusión de esos cuatro años de luchas, cabe mencionar que ningún otro daimyō del periodo Sengoku hizo frente a tantos retos y a adversarios tan dispares en un plazo de tiempo tan corto. Las tropas de Nobunaga se tuvieron que enfrentar a dos clanes que habían roto relaciones con ellos —los Azai y Takeda— así como a otros clanes y grupos religiosos que los confrontaron en el triángulo comprendido entre Echizen, Settsu y Tōtōmi.

### Gobiernode facto
El exilio de Yoshiaki dejó a Nobunaga como figura central del gobierno de Japón. Durante los años siguientes a 1573 Nobunaga se acercó al trono y fue promovido como Sangi, Gondainagon, Ukon'e no Daishō, Naidaijin y se convirtió en Udaijin en 1577. También desde 1573 se hizo cargo de la capital, donde nombró a su propio delegado, Murai Sadahiko, como magistrado.
En 1578 renunció a todos los títulos conferidos y solicitó que fueran transferidos a su hijo.

#### Castillo Azuchi

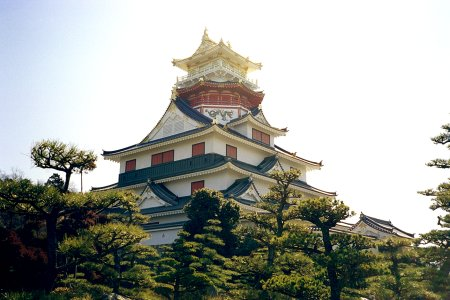
Reconstrucción del tenshu o torre principal del Castillo Azuchi.

A finales de 1575 Nobunaga delegó el control del clan a su hijo Nobutada y lo nombró daimyō de las provincias de Mino y Owari, por lo que este ocupó el Castillo Gifu. En 1576 ordenó la construcción de una nueva fortaleza para su propio uso en Azuchi, en la provincia de Ōmi. La ubicación de Azuchi, entre el mar de Japón y el océano Pacífico, tenía la ventaja de contar con fácil acceso al Mar Interior así como a la parte oriental de Japón, al mismo tiempo que estaba a una distancia óptima de la capital del país: estaba lo suficientemente cerca como para responder rápidamente a cualquier levantamiento armado pero lo suficientemente alejada como para evitar los constantes conflictos que aquejaban a Kioto.
Nobunaga ordenó la construcción de su nuevo castillo en la cima de una montaña llamada Azuchiyama, la cual estaba justo a orillas del lago Biwa. La torre del homenaje o tenshu fue terminada de construir en 1579, año en que se convirtió en su residencia oficial, aunque se siguieron haciendo trabajos en el complejo hasta el día de su muerte.
El castillo, finamente decorado y con majestuosos jardines, contaba con un salón especial cuyo propósito era recibir visitas imperiales. El tenshu, con seis pisos de altura, fue cubierto con tatamis, los pilares tenían un acabado en laca o estaban cubiertos con hojas de oro y las paredes, pintadas por Kanō Eiruko, tenían motivos de emperadores chinos, discípulos de Shakyamuni, halcónes, dragones, ciruelas y tigres.
El castillo revolucionó definitivamente la forma en que se construyeron las fortificaciones japonesas de la época, siendo el primer hirayamahiro, o castillo construido en una planicie en la cima de una montaña.

#### Otras conquistas

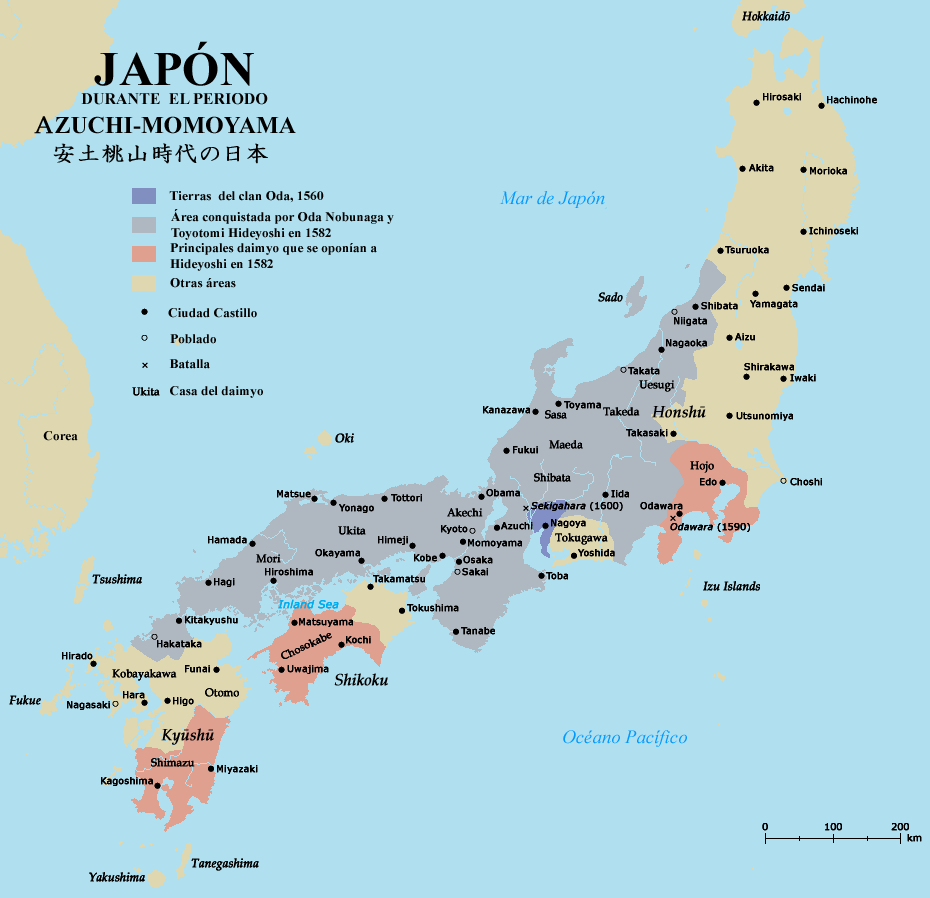
Japón durante el periodo Azuchi-Momoyama.

Después de su campaña en Ōmi, Nobunaga continuó consolidando su poder en la región, por lo que envió a Shibata Katsuie a la región de Hokuriku, Tokugawa Ieyasu continuó la lucha contra el clan Takeda al este, Akechi Mitsuhide se trasladó a las provincias de San'in al oeste y Toyotomi Hideyoshi comenzó a marchar por el San'yōdō al suroeste.
Nobunaga finalmente conquistó Settsu, la última de las provincias antiguas de Japón, mientras que Katsuie tomó Wakasa, Noto, Kaga y parte de Etchū. Mitsuhide y sus hombres entraron a Tanba, Tango, Tajima, Inaba y una porción de Hōki. Hideyoshi avanzó de Harima hacia Bizen, Mimasaka y Bitchū. Por su parte, Ieyasu se anexó los antiguos dominios del clan Takeda de Kai, Suruga, Shinano y parte de Kōzuke. En total, Nobunaga controlaba 31 de las 66 provincias de Japón.

#### Lucha contra el clan Takeda
La lucha contra el clan Takeda se había detenido en 1573 con la muerte de Takeda Shingen, pero un año después el heredero del clan, Takeda Katsuyori, atacó tanto al dominio de Mikawa de Tokugawa como a Mino de Nobunaga, quien se vio obligado a mandar a algunos generales de otros frentes para defender su provincia.
En 1575 fuerzas del clan Takeda, comandadas por Takeda Katsuyori asediaron el Castillo Nagashino, el cual estaba custodiado por Torii Sune'emon. Sune'emon solicitó la ayuda de Ieyasu y de Nobunaga, quienes enviaron tropas en su auxilio.

##### Batalla de Nagashino

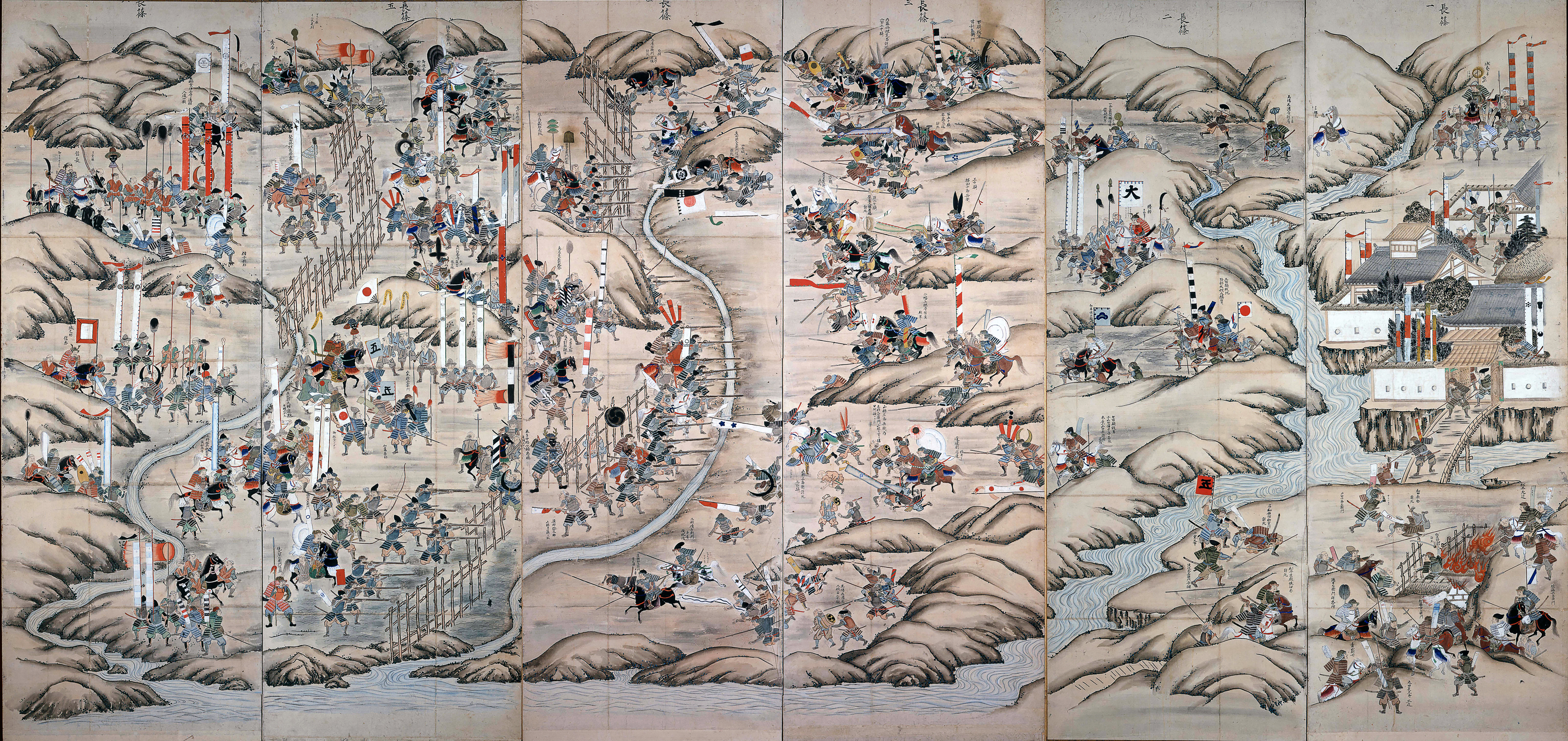
Representación de la batalla de Nagashino.

De los 15 000 soldados que habían participado en el asedio al castillo, 12 000 lo hicieron en la subsiguiente batalla, mientras que en el bando de Nobunaga-Ieyasu el ejército contaba con 38 000 hombres. Nobunaga disponía de 3000 arcabuceros, por lo que decidió ubicarse a unos 100 metros de distancia de un pequeño río llamado Rengogawa, y construyó una palizada de unos 2100 metros de largo, hecha a base de vallas de estacas sueltas con algunos huecos desde los cuales se pudiera contraatacar.
La caballería del clan Takeda decidió ir al encuentro de las tropas de Nobunaga, las cuales avistaron a una distancia de 200 metros. Katsuyori, a pesar de haber visto que el enemigo contaba con un gran número de armas de fuego, decidió atacar confiado en que había llovido un día antes, por lo que pensaba que la mayoría de ellas estarían inservibles, además de que confiaba en la velocidad de su carga de caballería. A las 6 de la mañana del 28 de junio de 1575 Katsuyori dio la orden de avanzar, cruzando lentamente el río. Cuando llegaron a la otra orilla rápidamente aumentaron la velocidad, pero cuando llegaron aproximadamente a 50 metros de la valla, los arcabuceros del clan Oda comenzaron a disparar en rondas, causando un gran número de bajas al instante. Los samuráis del clan Takeda que no fueron alcanzados por las balas se enfrentaron entonces a soldados ashigaru armados con lanzas de 5,6 metros de longitud, además de otros samuráis con lanzas más cortas.
La batalla continuó hasta la tarde, cuando Katsuyori ordenó la retirada y sus tropas restantes fueron perseguidas. En total, alrededor de 10 000 soldados del clan Takeda, 54 de los 97 líderes, así como ocho generales veteranos, parte de los «Veinticuatro Generales de Takeda Shingen», murieron durante el enfrentamiento.
Después de la victoria en Nagashino aún les costó siete años a las tropas del clan Oda y del clan Tokugawa recuperar los territorios perdidos, entrar al dominio Takeda y forzar la rendición de Katsuyori, quien se suicidó en 1582. Cuando derrotaron finalmente al clan Takeda, el cual pudo resistir tanto tiempo los ataques principalmente porque se habían aliado con el clan Uesugi en una coalición anti-Oda, Ieyasu absorbió los dominios que les habían pertenecido.

#### Nobunaga y los monjes guerreros
Otros de sus principales enemigos fueron los monjes guerreros Ikkō-Ikki, miembros de la secta budista del Jōdo Shinshū. Con los Ikkō-Ikki Nobunaga mantuvo una rivalidad de doce años. Desde el periodo Sengoku este grupo se había convertido en la tercera fuerza política del país, e incluso habían expulsado al daimyō gobernante y habían constituido un gobierno en el territorio integrado por una alianza de comuneros y granjeros que compartían las mismas ideas religiosas.
Nobunaga y sus vasallos tomaron algunas de sus fortalezas: en 1574 la de Ise, en 1575 las de Echizen y Owari, y la de Kii en 1577. Los Ikkō-Ikki de Osaka resultaron un rival difícil de vencer, y Nobunaga dedicó diez años al asedio más largo de la historia de Japón: el asedio de la fortaleza Ishiyama Hongan-ji.
Numerosos creyentes a lo largo del país, algunos daimyos como Mōri Terumoto, e incluso el depuesto shōgun Yoshiaki ayudaron a defender la fortaleza, pero Nobunaga logró vencer las defensas bloqueando la bahía de Osaka después de varias batallas navales contra la flota del clan Mōri. En 1580 el abad ofreció su rendición, la cual fue negociada, y es prácticamente la única que se dio de esa forma en las guerras que llevó a cabo Nobunaga. Cuando Ishiyama se rindió, Nobunaga le envió al abad a través de un miembro de la corte, Konoe Sakihisa, un juramento extraordinario:

Artículo: Ya que hay preocupación sobre los rehenes, ellos serán enviados de vuelta a ti.
Artículo: Aquellos templos derivados [de la secta Shinshū] que los han protegido [en el pasado] seguirán como hasta ahora [sin represalias].
Artículo: Después de que hayan dejado el castillo en Osaka, [sus templos] en Kaga serán devueltos sin problemas.

#### Ataque en Iga y Koga
Los ninja más respetados y famosos eran los de Iga y Ueno, quienes fueron contratados por distintos daimyos entre 1485 y 1581, hasta que en ese año Nobunaga emprendió una campaña para atacar sus tierras. Fue tan rápido el ataque que llevó a cabo, que cerca de 4.000 de ellos fueron asesinados y los sobrevivientes tuvieron que huir a otras provincias. Algunos tuvieron la suerte de llegar hasta la provincia de Mikawa, donde Tokugawa Ieyasu ordenó que fueran tratados con total respeto, por lo que se convirtieron en vasallos del clan Tokugawa, terminando así sus días como mercenarios.

### Incidente de Honnō-ji

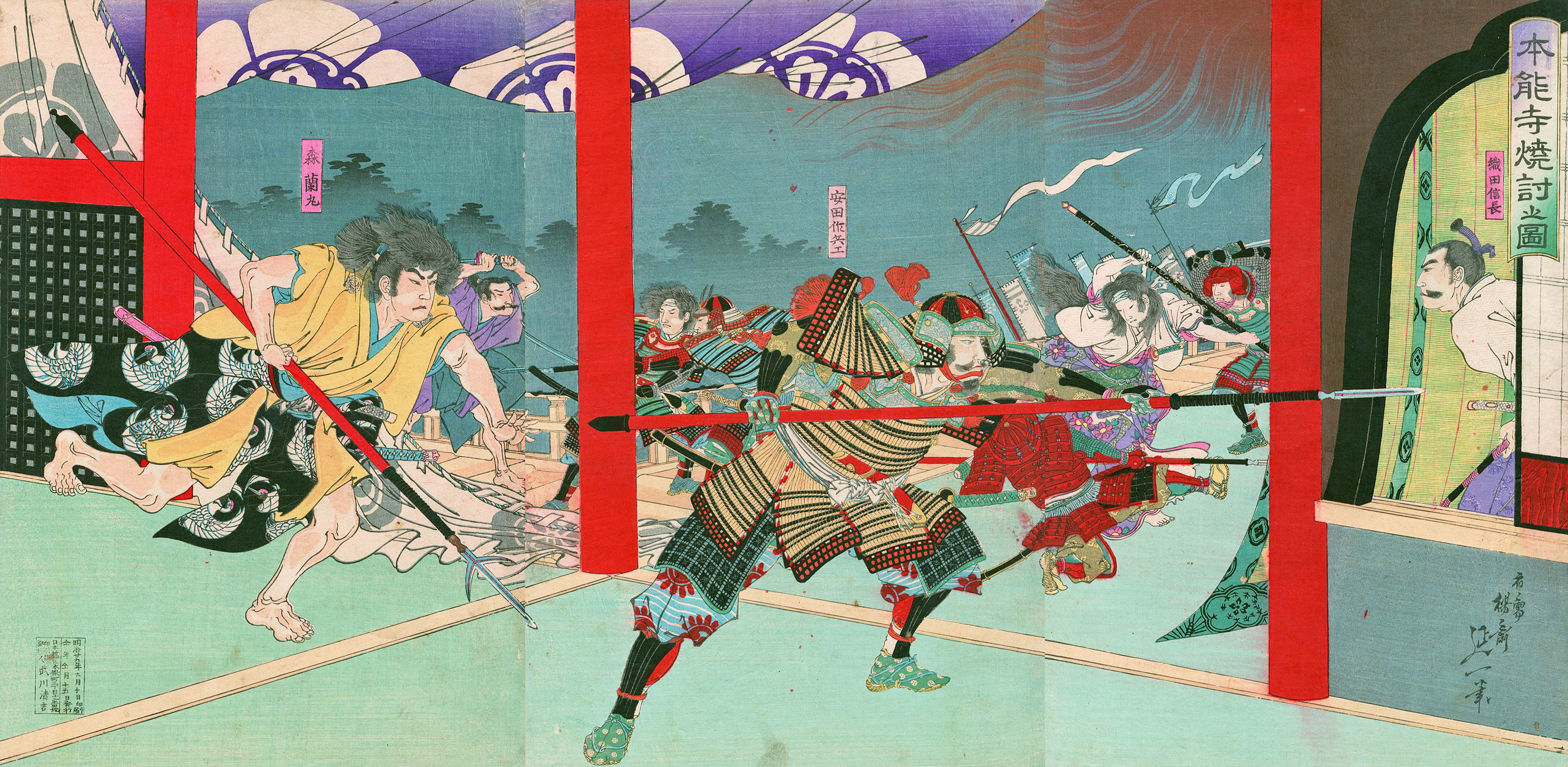
Representación de la era Meiji del incidente de Honnō-ji.

Para 1582 Nobunaga dominaba casi toda la parte central de Japón así como sus dos principales caminos: el Tōkaidō y el Nakasendō, por lo que decidió extender su dominio hacia el oeste. Esta tarea se encomendó a dos de sus principales generales: Toyotomi Hideyoshi pacificaría la parte sur de la costa oeste del mar Interior de Seto, en Honshū, mientras que Mitsuhide Akechi, otro de sus generales de confianza, iría por la costa norte del mar de Japón. Durante el verano de ese mismo año, Hideyoshi se encontraba detenido en el asedio al Castillo Takamatsu, el cual era controlado por el clan Mōri.
Hideyoshi solicitó refuerzos a Nobunaga, quien ordenó a Mitsuhide que fuera por delante para después unírseles. Mitsuhide, a mitad de camino, decidió dar media vuelta hacia Kioto, donde Nobunaga había decidido quedarse en el templo Honnōji con tan solo su guardia personal. Mitsuhide Akechi, quien acusaba a Nobunaga de haber causado la muerte de su madre, atacó el templo y lo incendió en lo que se conoce como «Incidente de Honnōji», donde Nobunaga murió al cometer seppuku. Su fiel ayudante Mōri Ranmaru murió defendiendo a su señor, junto con otros fieles a Nobunaga.
Uno de los relatos del acontecimiento proviene nuevamente de Luis Frois, quien se encontraba cerca de la escena:

[...] «Cuando los hombres de Akechi llegaron a las puertas del palacio, todos entraron al mismo tiempo al no haber nadie para resistirles debido a que no existían sospechas de su traición. Nobunaga se acababa de lavar las manos y la cara y estaba secándose con una toalla cuando lo encontraron e inmediatamente le dispararon una flecha en un costado. Sacándose la flecha, salió cargando una naginata [...] Peleó durante algún tiempo, pero después de recibir un disparo en el brazo se replegó a su recámara y cerró las puertas.
Algunos dicen que se cortó el vientre [se realizó el seppuku], mientras que otros creen que le prendió fuego al palacio y pereció en las llamas. Lo que sabemos, sin embargo, es que de este hombre, quien hizo a todos temblar no sólo con el sonido de su voz sino incluso con la mención de su nombre, no permaneció ni siquiera un pequeño cabello que no fuera reducido a polvo y cenizas».

#### Consecuencias
Durante el «Incidente de Honnō-ji», Hideyoshi se encontraba asediando el Castillo Takamatsu y recibió rápidamente la noticia de la muerte de su señor, por lo que inmediatamente hizo una tregua con el clan Mōri y regresó a Kioto a marchas forzadas. Los ejércitos del recién auto nombrado shōgun Akechi Mitsuhide y el de Hideyoshi se encontraron en las orillas del río Yodo, muy cerca de un pequeño poblado llamado Yamazaki, del cual el enfrentamiento recibe su nombre. Hideyoshi salió victorioso y Mitsuhide se vio obligado a escapar. Durante su huida un grupo de campesinos le dio muerte, terminando así su gobierno de tan solo 13 días.
El hecho de haber vengado la muerte de su antiguo señor dio a Hideyoshi la oportunidad esperada de convertirse en la máxima autoridad militar del país y durante los siguientes dos años se enfrentó y venció a los rivales que se le opusieron. En 1585, y después de haber afianzado el control del centro del país, comenzó a avanzar hacia el oeste, más allá de los límites que había logrado alcanzar Nobunaga. En 1591 Hideyoshi había logrado unificar el país, por lo que decidió conquistar China.

## Cronología
- 1534.- Nace Nobunaga.[63]

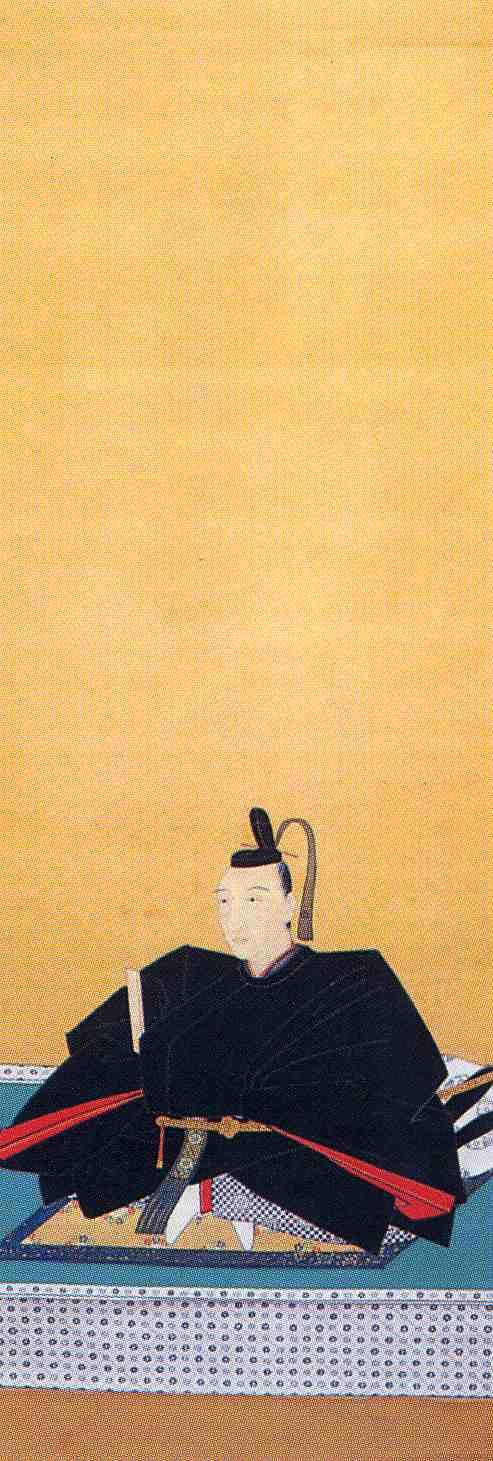
Oda Nobunaga gazō (Retrato de Oda Nobunaga).
Propiedad de la ciudad de Tanba, prefectura de Hyōgo.

- 1558.- Kinoshita Tōshikirō (más tarde conocido como Toyotomi Hideyoshi) comienza a servir a Nobunaga.[63]
- 1560.- Batalla de Okehazama. Nobunaga derrota a Imagawa Yoshimoto y gana importancia nacional.[63]
- 1562 Nobunaga y Tokugawa Ieyasu forman una alianza.[63]
- 1568.- Nobunaga ocupa Kioto e instala a Ashikaga Yoshiaki como shōgun;[63] Matsunaga Hisahide se somete a Nobunaga y le envía un preciado utensilio de té para cerrar la alianza;[63] Nobunaga decreta el rakuichi-rakuza en Kanō y la abolición de cuotas de peaje en todas las provincias.[64]
- 1569.- Nobunaga decreta los erizeni,[64] una ley sobre la selección de monedas a utilizarse en las transacciones comerciales;[65] la ciudad de Sakai se somete ante él.[64]
- 1570.- Comienza la guerra de diez años contra el Hongan-ji y la secta de la Tierra Pura Verdadera.[63]
- 1571.- Nobunaga destruye el Enryaku-ji, cuartel general de la secta Tendaishū en el monte Hiei.[66]
- 1572.- Nobunaga confina al shōgun Ashikaga al Castillo Nijō,[64] publica una protesta de diecisiete artículos.[66]
- 1573.- Takeda Shingen derrota al ejército combinado de Nobunaga e Ieyasu en la batalla de Mikatagahara; animado por la victoria del clan Takeda, Yoshiaki rompe formalmente con Nobunaga, quien incendia parte de Kioto para intimidarlo y lo expulsa, dando fin al shogunato Ashikaga.[66]
- 1574.- Nobunaga destruye a los Ikkō-Ikki de Ise.[66]
- 1575.- Nobunaga derrota a Takeda Katsuyori en Nagashino y conquista Echizen, controlada por la secta de la Tierra Pura. Le da a Shibata Katsuie las «Regulaciones para la provincia de Echizen».[66]
- 1576.- Se comienza la construcción del Castillo Azuchi;[64]
- 1577.- Nobunaga declara la ciudad-castillo de Azuchi libre de impuestos; Matsunaga Hisahide se rebela contra Nobunaga, es derrotado y comete seppuku.[66]
- 1579.- El tenshu (torre del homenaje) del Castillo Azuchi se convierte en la residencia oficial de Nobunaga.[67]
- 1580.- Ishiyama Hongan-ji se rinde ante Nobunaga;[67] los Ikkō Ikki de Koga son derrotados por Shibata Katsuie;[67] destruye fuertes provinciales en el área de Kansai[67] y ordena una investigación catastral para las provincias de Yamato y Harima.[64]
- 1581.- Nobunaga lleva a cabo una campaña contra Kongōbu-ji, cuartel general de la secta Shingon en el monte Kōya.[67]
- 1582.- Nobunaga conquista al clan Takeda (abril); la corte imperial decide ofrecerle el título de shōgun (mayo); Akechi Mitsuhide lo traiciona en el llamado Incidente de Honnō-ji el 21 de junio,[67] donde muere.

## Legado

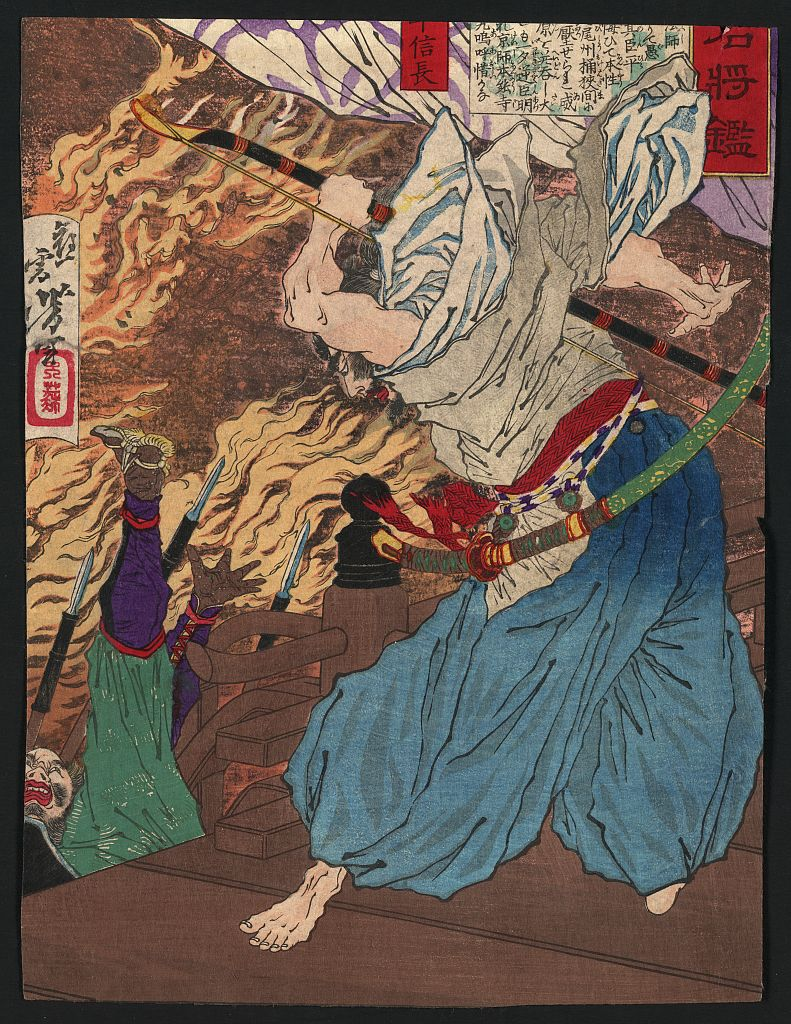
Representación de Nobunaga por Yoshitoshi.

Nobunaga es una de las figuras más importantes y controvertidas de la historia de Japón, considerado como uno de los más grandes comandantes samurái. Incluso a día de hoy se suscitan debates entre académicos e interesados en la historia del periodo Sengoku sobre su figura. Es común encontrar calificativos referidos a él como «líder autoritario», «astuto» y «despiadado», debido a acciones como la que se suscitó en el monte Hiei, o porque durante sus conquistas solía exterminar a los derrotados, masacrando a sus víctimas por miles.
Por su parte, los jesuitas portugueses con los que tuvo contacto, como Luis Frois, aseguraron que él mismo se creía una deidad, describiéndolo además como una persona racional y sin temor, que tenía una vívida curiosidad hacia sus costumbres.
Su entrada en la ciudad de Kioto marcó el final del shogunato Ashikaga y del período Sengoku, y consecuentemente el inicio del período Azuchi-Momoyama, el cual toma su nombre del Castillo Azuchi de Nobunaga y el Castillo Fushimi-Momoyama de Toyotomi Hideyoshi.

### Tres grandes unificadores de Japón
Después del caótico periodo Sengoku se suscitó un proceso de unificación del país, terminando con las frecuentes guerras entre los distintos daimyos. Oda Nobunaga es citado como el primero en ocuparse de las tareas de unificación, seguido por Toyotomi Hideyoshi, quien continuó la guerra de pacificación hacia el oeste, y finalizando con Tokugawa Ieyasu, quien estableció el shogunato Tokugawa, durante el cual hubo una paz casi absoluta en el país, conocida como Pax Tokugawa.
Sobre sus papeles en dicha tarea, existe un dicho japonés: «Nobunaga mezcló los ingredientes, Hideyoshi horneó el pastel y Ieyasu lo comió».
En relación con su personalidad existe un famoso haiku, donde supuestamente los tres se reúnen a dialogar sobre qué hacer si un cucú que está en una jaula no quiere cantar. Según la fábula, Nobunaga dice «Si el cucú no canta, lo mataré»; Hideyoshi «Si el cucú no quiere cantar, lo haré cantar»; Ieyasu «Si el cucú no canta, entonces esperaré».

### Comercio
Nobunaga abolió el pago de peajes en las fronteras y desarrolló caminos, lo que ayudó tanto a la clase mercante como a la militar. A los comerciantes en particular les permitió el libre tránsito en las provincias que controlaba sin ningún tipo de interferencia. En el Nobunagakō ki se registra esta medida:

En el décimo mes del décimo año de Eiroku [1568] [...] [Oda Nobunaga] abolió muchas, muchas barreras e impuestos (yaku) que existían en su dominio (bunkoku). Esto fue hecho en parte para beneficio de todo el dominio, y en parte por consideración al bienestar de los viajeros que iban y venían de una provincia a otra. Todas las personas, de posición alta y baja, estaban muy satisfechos y se sentían agradecidos [con Nobunaga].

Abolió además los privilegios especiales de algunos mercados y gremios, permitiendo el libre mercado. Libró además a los mercados de numerosos impuestos que les habían exigido anteriormente nobles y miembros de la corte, aunque concentró la actividad de éstos en las ciudades-castillo que desarrolló.
En otro de sus intentos por concentrar la actividad comercial en Azuchi, ordenó re-trazar el Nakasendō de tal forma que este camino atravesara la ciudad.
Las bases económicas y de desarrollo urbano creadas por Nobunaga fueron utilizadas por Hideyoshi posteriormente.

### Cultura y artes
Nobunaga fue un mecenas del arte. Apoyó considerablemente el desarrollo de la ceremonia del té. En 1568 lanzó el meibutsu gari o «caza de artículos de té famosos», por los cuales pagaba (o confiscaba) y después hacía gala de ellos en banquetes o reuniones especiales. Sen no Rikyū, maestro en la ceremonia del té en Sakai, fue contratado por Nobunaga.
Azuchi fue la cuna del Arte Momoyama. Curiosamente la destrucción que llevó a cabo de los grandes monasterios ocasionó el desarrollo de una nueva tradición en pintura alejada de los estándares de la religión. El principal representante de este nuevo movimiento fue la escuela Kanō de Kanō Eitoku, quien estuvo encargado de decorar el interior de los cuartos del tenshu del Castillo Azuchi, así como su hijo adoptivo Sanraku.
Nobunaga también hizo importantes aportaciones al Nō (能?), al cual solía recurrir frecuentemente.

El Gran Ciprés, de Kanō Eitoku, 1590. Eitoku fue el encargado de decorar el interior del Castillo Azuchi, que fue destruido poco tiempo después de la muerte de Nobunaga y de la decoración y sus características solo quedan los testimonios de contemporáneos.

### Relación con el emperador
Poco después de su victoria sobre Saitō Yoshitatsu, Nobunaga se reunió con un embajador del Emperador Ōgimachi con la intención de discutir el estado de las propiedades imperiales en las provincias de Mino y Owari, así como la posibilidad de financiar los gastos de reparación del palacio imperial y los gastos de la ceremonia de la mayoría de edad del príncipe heredero. Cuatro días más tarde el emperador le respondió:

Famoso general sin igual en las eras, superior en valor e inspirado por el Camino del Cielo: dado que ahora las provincias están sujetas a tu voluntad,[...] con esta carta te solicitamos[...] que des órdenes estrictas en conformidad con los deseos del emperador concernientes a la recuperación de las propiedades imperiales en tus dos provincias de Mino y Owari así como de los otros asuntos que discutimos.

Después de 1573 Nobunaga se mantuvo cerca del trono imperial (al que dominaba mediante ayuda financiera, en un acto tanto de condescendencia como de homenaje), recibiendo varios títulos por parte de la corte, la cual los concedió en un intento por llenar el vacío de poder que había ocasionado la deposición del último shōgun Ashikaga.
En 1568 y 1569 financió los gastos de la ceremonia de la mayoría de edad del Príncipe Takakura y comenzó la reconstrucción del complejo del palacio. En 1575 asignó tierras a la familia imperial de once distritos en Yamashiro, cuyos ingresos anuales permitieron que se empezase a recuperar la solvencia financiera del trono. Nobunaga restauró las finanzas del emperador y de la corte, quienes habían perdido sus ingresos y su privilegiada posición en la antigua jerarquía basada en Kioto.
No quiso atarse a las restricciones del sistema jerárquico de la corte sino que buscó más libertad de acción, por lo que en 1578 renunció a los títulos que había recibido con el argumento de que retomaría su servicio al trono cuando «todo dentro de los cuatro mares fuera pacificado».
Mientras construía el Castillo Azuchi, edificó una residencia en Kioto (Nijō gosho), la cual servía como punto de reunión con la corte, pero en 1579 se la dio al príncipe heredero.
En 1581 recibió un mensaje de la corte solicitándole que aceptara el puesto de ministro de izquierda (sadaijin). Nobunaga respondió que le gustaría que el emperador abdicara y que el pondría los recursos para la ceremonia de ascensión del Príncipe Imperial Kotohito, solo entonces aceptaría el cargo.
Poco antes del incidente de Honnō-ji, embajadores de la corte le ofrecieron el título de Daijō Daijin, kanpaku o incluso el de shōgun. Nobunaga declinó y un mes después murió sin dar a conocer sus motivos.

#### Títulos recibidos
Después de 1573 Nobunaga fue promovido en diversas ocasiones, primero recibiendo el título de Sangi (参議?   Concejal), posteriormente Gondainagon (権大納言?   Concejal en Jefe de Estado de la derecha), Ukon'e no daishō (右近衛大将?   General de la Guardia Imperial de la derecha), Naidaijin (内大臣?   Ministro del interior), Udaijin (右大臣?   Ministro de la derecha) en 1577, y poco después fue ascendido a Shōnii (正二位?   Segundo rango, primera clase).
Póstumamente fue homenajeado con los títulos de Juichii (従一位?   Primer rango, segunda clase), Daijō Daijin (太政大臣?   Gran Ministro de Estado) y Shōichii (正一位?), el rango más alto dado a un cortesano.

### Relación con el shogunato
El shogunato Ashikaga había sido dominado desde varias generaciones atrás, primero por el clan Hosokawa y después por el clan Miyoshi, quienes habían mandado matar al 13.er shōgun, Yoshiteru, y habían impuesto a Yoshihide como sucesor. Otro posible candidato al gobierno era Ashikaga Yoshiaki, quien era en ese entonces un monje budista que logró escapar con la finalidad de encontrar quien lo apoyara en su causa. Después de buscar a los daimyos de Ōmi, Kōzuke, Noto y Echizen, buscó a Nobunaga, quien accedió a apoyarlo y tomó el control de Kioto para garantizar «los intereses del emperador». Una vez que Nobunaga tuvo la situación controlada en la capital, el Emperador Ōgimachi nombró a Yoshiaki shōgun.
Yoshiaki inmediatamente quiso nombrar a Nobunaga kanrei o vice-shōgun pero este no aceptó subordinarse frente al shōgun y en 1569 dictó una serie de regulaciones para todos aquellos que estuvieran al servicio del shogunato, así como una serie de procedimientos judiciales, los cuales se llevarían a cabo desde la residencia que Nobunaga construyó para Yoshiaki.
En 1570 el shōgun firmó una serie de artículos redactados por Nobunaga, mediante los cuales aceptaba su tutela, de modo que la función del shōgun prácticamente se veía limitada a asuntos ceremoniales:

1. Si hubiera ocasión para que el shōgun enviara órdenes a las provincias en la forma de carta enviada con su firma, él deberá informar a Nobunaga, quien agregará su firma a la carta como aprobación.
2. Todas las directivas previas del shogunato serán nulas. Su Alteza habrá de hacer nuevas disposiciones sobre esta base, después de una cuidadosa consideración.
3. Si sucediera que Su Alteza desea reconocer o recompensar a aquellos que han dado un servicio leal a la autoridad pública sin que haya estados disponibles para tal propósito, Nobunaga los asignará, aunque sea de sus propios dominios, como el shōgun requiera.
4. Dado que los asuntos del reino [tenka] han sido puestos de facto en manos de Nobunaga, él puede tomar medidas contra cualquiera de acuerdo a su propia discreción y sin necesidad de obtener el consentimiento del shōgun.
5. Dado que el reino está en paz, Su Alteza infaliblemente deberá atender los asuntos de la Corte Imperial. Eso es todo.

Eiroku 13.1.23 (27 de febrero de 1570)

Yoshiaki comenzó entonces a conspirar en su contra y contactó a algunos daimyos con la intención de formar un frente anti Nobunaga. Takeda Shingen de Kai, Asakura Yoshikage de Echizen, Azai Nagamasa de Ōmi y los Ikki del Hongan-ji respondieron al llamamiento, y Nobunaga les hizo frente entre 1570 y 1573.
A principios de noviembre de 1572 Nobunaga hizo pública una carta con 17 quejas en contra del shōgun debido a que sospechaba que este estaba juntando fondos para llevar a cabo una acción militar en su contra, haciendo énfasis en su comportamiento «impropio» y «escandaloso».

1. La corte imperial fue descuidada por Kōgen'in [el shōgun Yoshiteru], por lo que al final encontró la desgracia; esta es una vieja historia. Como corresponde, desde su entrada a la capital, he aconsejado a Su Alteza nunca ser negligente en cuanto a la atención de los asuntos de Su Majestad. Sin embargo, rápidamente ha olvidado su resolución, y ha habido una decadencia en los años recientes. Encuentro esto imperdonable.

2. Usted ha enviado cartas con su firma a varias provincias, solicitando caballos y demás. Debió de haber previsto el considerar como se pensaría de dicho comportamiento. En los casos en que se requiriera expedir órdenes, sin embargo, yo le había indicado con anterioridad que tenía que informar a Nobunaga y que yo añadiría mi consentimiento. Usted aceptó, pero no actúa en consecuencia[...] Encuentro esto incorrecto.
3. Ha fallado en dar premios apropiados a un número de señores que le han atendido lealmente [...] En su lugar, ha premiado con estipendios a algunos quienes, a este día, no tienen mucho a su favor. De esa forma, la distinción entre la lealtad y la deslealtad es irrelevante. Qué pensará la gente? Encuentro esto incorrecto.
4. Usted ha reaccionado ante rumores recientes iniciando el traslado de los bienes de su casa. Esta noticia [...] ha causado mucha intranquilidad en Kioto, y estoy impactado. Yo realicé mi mayor esfuerzo en construir y equipar una residencia para usted. Usted puede vivir ahí en paz y confort; en su lugar, usted está llevándose sus bienes. A dónde planea trasladarse? Este es un asunto triste. Cuando esto sucede, significa que todos los esfuerzos de Nobunaga han sido en vano...
6. Estoy apenado de escuchar de su duro trato hacia los hombres que gozan de la amistad de Nobunaga[...]
10. El que el nombre de la era sea Genki no es propicio y el que debiera cambiarse es una plática en todo el imperio. Acordemente, la corte imperial ha hecho los arreglos necesarios para cambiarlo, pero usted ha fallado en proveer la mínima atención necesaria y el retraso continúa[...] encuentro esta clase de negligencia de su parte incorrecta.
12. Es un hecho evidente que los gobernadores provinciales le presentan oro y plata como una forma de homenaje o propina. Usted esconde esos regalos sin destinarlos a algún uso. Cuál podría ser su propósito?
14. Escuché que el verano pasado vendió el suministro de arroz de su castillo por oro y plata. que el shōgun se dedique a comerciar es algo desconocido hasta ahora[...] Estoy asombrado por el estado de estos asuntos.

17. Va cuesta abajo de avaricia en avaricia. Es bien sabido que no muestra preocupación ni por la ética ni por su reputación[...] todos lo llaman el «shōgun malvado». Entiendo porque al señor Fukōin [el shōgun Yoshinori] lo llamaban así, pero esa es otra historia. Porqué la gente habla mal de usted a sus espaldas? No debería reflexionar en esto?

En 1573 Nobunaga finalmente se enfrentó al shōgun. El 4 de abril ambos llegaron a una aparente reconciliación después de que Nobunaga ordenase destruir un castillo que Yoshiaki había mandado construir en secreto en Ishiyama. Yoshiaki continuó el complot, por lo que Nobunaga llegó a las afueras de Kioto a inicios de julio, acampó en el Myokoku-ji, arrestó a los miembros de la corte por conspiración y mandó arrestar a Yoshiaki en el Castillo Wakae después de vencerlo fácilmente. Nobunaga le perdonó la vida y lo condenó al exilio.
Oficialmente, el gobierno de Yoshiaki terminó en 1588 cuando este renunció a su cargo, aunque la mayoría de los historiadores aseguran que el shogunato terminó en ese mismo año, tal y como ocurrió de facto.

### Relación con los occidentales
A diferencia de su desagrado hacia el budismo esotérico, Nobunaga estaba fascinado con el cristianismo, por lo que le dio la bienvenida a los misioneros jesuitas, a quienes les permitió predicar en sus dominios, aunque él mismo nunca se convirtió. Como consecuencia, fue el primer japonés en aparecer en historias occidentales.
Nobunaga mostró interés por la tecnología extranjera, sobre todo por los arcabuces portugueses que habían llegado hasta Japón años atrás. Desde 1549 comenzó a adquirir estas armas, y en ese año compró 500, con las que equipó a sus tropas. Sus soldados rápidamente comenzaron a dominar las técnicas necesarias para utilizar las armas con destreza, como la de realizar disparos en secuencia en lugar de disparar simultáneamente. Además organizó a su ejército en tropas y abandonó el antiguo ritual de guerra samurái, donde los guerreros de más alto rango de ambos bandos se presentaban antes de comenzar el encuentro.
Finalmente, Nobunaga fue el primero en Japón en implementar revestimientos de hierro en sus barcos, lo que los hacía imbatibles.

#### Descripción por Luis Frois
El misionero portugués Luis Frois describió a Nobunaga en una carta enviada a Roma en 1569 de la siguiente manera:

Este rey de Owari tendrá unos treinta y siete años. Es alto, delgado, de escasa barba, muy belicoso y dado a ejercicios militares, inclinado a obras de justicia y misericordia, pundonoroso, reticente con respecto a sus planes, experto en estrategia. Enemigo de recibir consejos de sus subordinados, es, sin embargo, estimadísimo y casi adorado por ellos. Bebe poco y rara vez invita a beber. Brusco de modales, desprecia a los demás daimyos y príncipes, y se dirige a ellos en tono despectivo, alzándoles la voz como si fueran sus lacayos; pero se hace obedecer de todos como señor absoluto. Tiene buena inteligencia y gran capacidad de juicio. Desprecia a los dioses y budas y todas las supersticiones de los paganos. Aunque nominalmente pertenezca a la secta del Loto, niega sin ambages la existencia de un Creador, la inmortalidad del alma y la otra vida. Es recto y prudente en todas sus acciones, odiando con vehemencia las dilaciones y los discursos. Ni siquiera a los príncipes les permite aparecer en su presencia ciñendo katana. Se hace acompañar siempre de una escolta de dos mil jinetes, y sin embargo sabe conversar familiarmente con sus servidores más bajos y humildes. Su padre llegó a ser señor sólo de Owari, pero él con su inmensa energía se ha apoderado en cuatro años de diecisiete o dieciocho provincias, incluyendo las ocho principales en Gokinai y feudos contiguos, arrollándolos a todos en poco tiempo.

## Leyendas

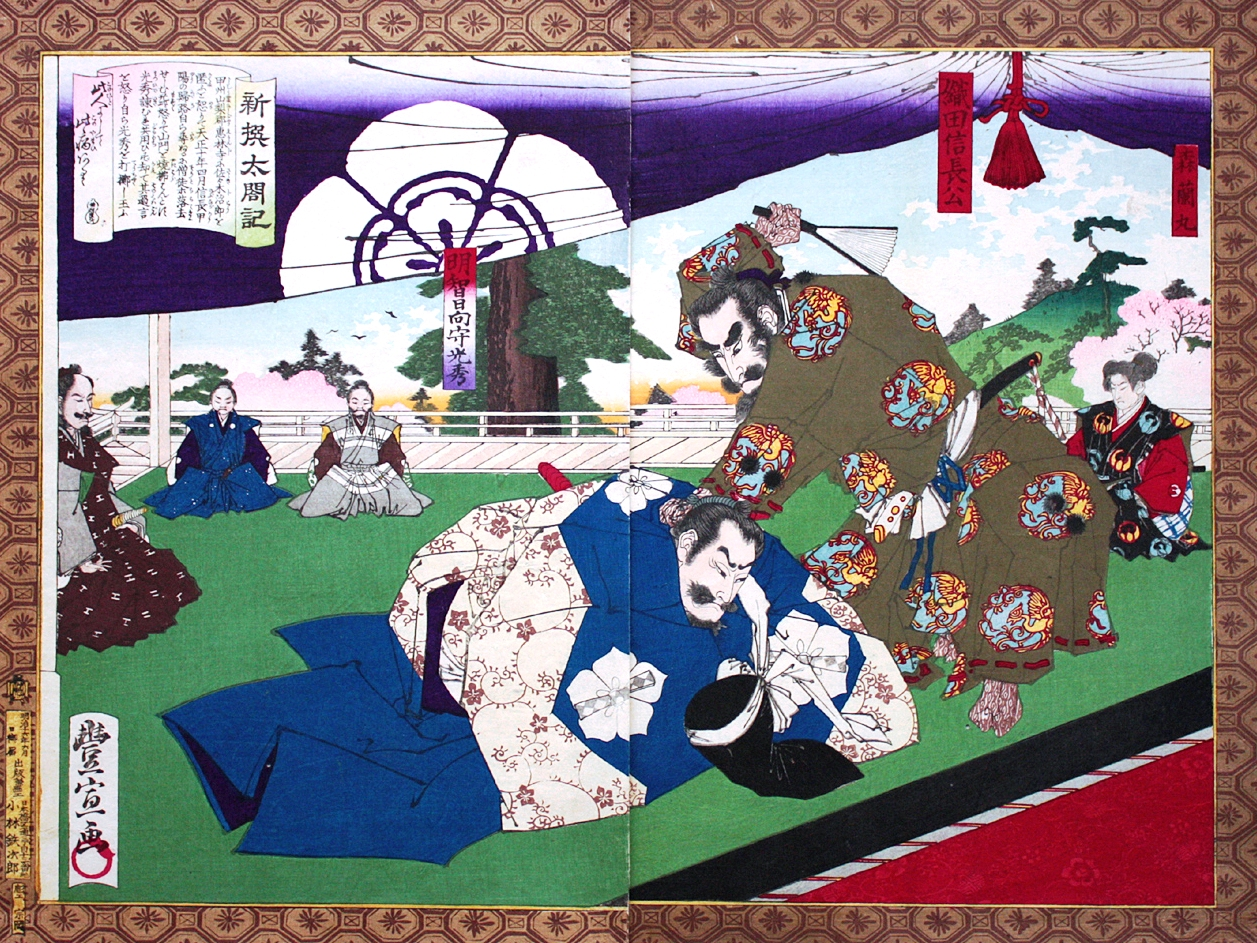
«Nobunaga golpea a Mitsuhide» por Utagawa Toyonobu.

### La traición de Mitsuhide
No se conocen los motivos que tuvo Akechi Mitsuhide para traicionar a Nobunaga, ya que este era uno de sus generales de mayor confianza. Una de las versiones más difundas es que en 1579 Mitsuhide capturó el Castillo Yakami, tomando como rehén a la madre de Hatano Hideharu. Nobunaga de cualquier forma la mandó a crucificar, por lo que los vasallos que sobrevivieron mataron a la madre de Akechi.
Otras versiones son que Mitsuhide estaba cansado de las humillaciones públicas a las que lo sometía Nobunaga o que simplemente Mitsuhide quería gobernar Japón él solo.

### Atsumori
Según algunas narraciones, se dice que Nobunaga interpretó una parte de la obra de teatro Nō Atsumori la mañana antes de partir del Castillo Kiyosu hacia la batalla de Okehazama. Mientras su esposa Nōhime tocaba un tambor de mano, recitó el siguiente fragmento:

«La vida de un hombre son cincuenta años. ¿En el universo qué es sino sueño e ilusión? ¿Hay alguno que haya nacido y no muera?»
«Ningen gojuunen, geten no uchi wo kurabureba, Yumemaboroshi no gotokunari, hitotabisho wo ete metsusenu mono no aru beki ka»

### Eiraku Tsūhō

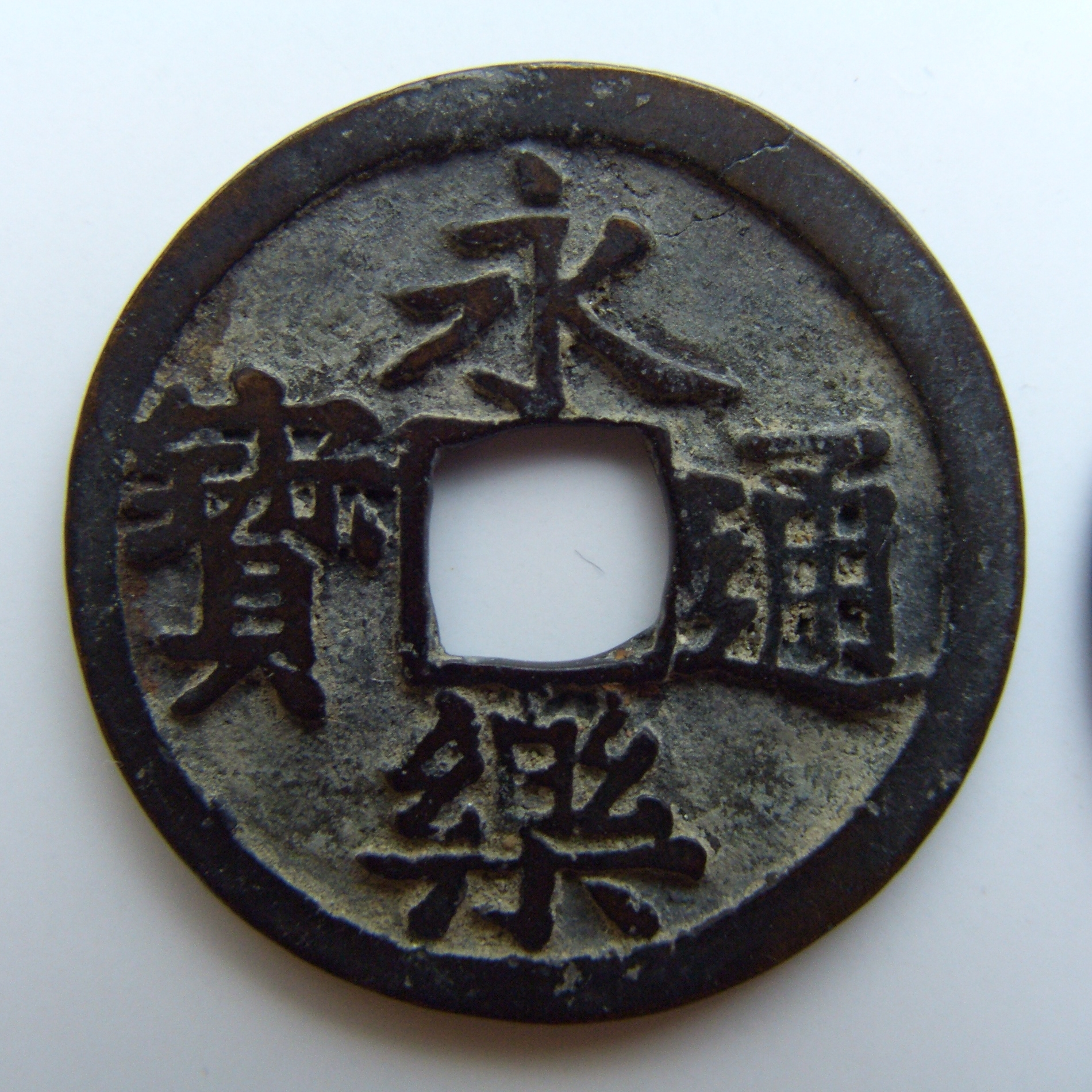
El Eiraku Tsūhō fue utilizado en las banderas de Nobunaga.

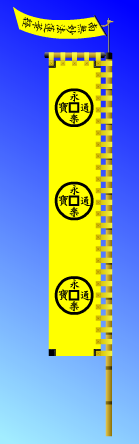

Uno de los nobori utilizados por Nobunaga era el Eiraku Tsūhō (永楽通宝?), el cual era de hecho el nombre de una moneda. Se dice que la mañana antes de partir hacia la batalla de Okehazama, Nobunaga partió junto con algunos de sus más íntimos vasallos al templo Atsuta, donde ofrecieron plegarias a los dioses. Cuando las campanas sonaron, Nobunaga les aseguró que los dioses habían escuchado sus plegarias, por lo que después les pidió a los dioses que le enviaran una señal de que saldrían victoriosos. Tomó entonces un puñado de monedas y las arrojó, cayendo todas de cara. Ante tal acontecimiento, todos los presentes interpretaron que partían a la batalla con el respaldo de los dioses. Es por esas fechas cuando Nobunaga efectivamente comenzó a utilizar el Eiraku Tsūhō como bandera.

### La muerte de Kenshin
Durante mucho tiempo, uno de los mitos más difundidos tuvo que ver con la muerte de uno de los daimyos más poderosos: la de Uesugi Kenshin. Debido a que su muerte ocurrió en un momento sumamente crítico de la historia de Japón y que además fue bastante oportuna para las aspiraciones políticas y militares de Nobunaga, se esparció la idea de que había sido obra de un ninja enviado por él.
Se dice que mientras que Kenshin se encontraba en la letrina, un ninja enviado por Nobunaga se encontraba dentro de la fosa esperando el momento oportuno para atacarlo. Según la leyenda, justo en el momento crucial, el ninja le clavó una espada o una lanza en el ano. Este mito se desprende de una recopilación de la historia del clan llamada Kenshin Gunki, en la cual se aseguraba: «en el noveno día del tercer mes (Uesugi Kenshin) tuvo un fuerte dolor de estómago en el baño. Desafortunadamente esto persistió hasta el décimo tercer día cuando murió». Más allá del mito, una entrada en el diario de Kenshin, escrita aproximadamente un mes antes del incidente, da una clara pista de lo que le pasó en la realidad. Kenshin hizo una anotación en la que relató que se encontraba muy delgado y que sentía un dolor en el pecho como una «bola de acero», por lo que muchos historiadores han deducido que en realidad Kenshin falleció debido a un cáncer de estómago, un padecimiento muy común en Japón.

## Personajes relacionados

### Clan Oda

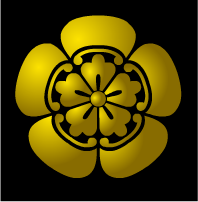
Mon del clan Oda.

Oda Nobunaga era descendiente de una de las ramas del clan Oda, las cuales a pesar de ser familia mantenían una fuerte rivalidad. Los primeros registros que se tienen de documentos escritos por Nobunaga datan de 1549, cuando solo contaba con 14 o 15 años de edad. Uno de ellos aparece firmado por Fujiwara Nobunaga (藤原信長?), por lo que una de las teorías acerca del origen del clan está ligada al clan Fujiwara. Por otra parte, conforme pasaron los años Nobunaga aseguró ser descendiente del clan Taira, versión que concuerda con el registro oficial del clan (aunque el mismo fue ajustado por Nobunaga).
Nobunaga aseguraba ser descendiente de «Oda» Chikazane, quien se presume era hijo de Taira Sukemori, segundo hijo de Taira Shigemori, quien a su vez era hijo y heredero de Taira Kiyomori.
Después de que Nobunaga recibió el título de Udaijin del emperador, no recibió más nombramientos y al parecer no estaba interesado en ellos, incluyendo el título de shōgun, máximo nombramiento militar en su época y cuyo requisito para recibirlo era ser descendiente del clan Minamoto, legendario rival del clan Taira. Durante su época existía un concepto conocido como Genpei Kōtai Shisō, según el cual se consideraba que los dos clanes más poderosos de la historia —Minamoto y Taira— ganaban influencia y poder de manera alternada. Es probable que Nobunaga haya ligado sus antecedentes a los Taira precisamente porque los Ashikaga eran descendientes de los Minamoto, en un mensaje a la sociedad del momento de que le quitaría el poder y lo tomaría del shogunato en curso.

### Familia inmediata
Nobunaga no tuvo descendencia con Nōhime, hija de Saitō Dōsan, aunque si tuvo varios hijos e hijas con sus concubinas, Kitsuno y Lady Saka.
Hijos
- Oda Nobutada (1557–1582)[100]
- Oda Nobuo (1558-1630)[100]
- Oda Nobutaka (1558-1583)[100]
- Oda Hidekatsu (1567-1593)[100]
- Oda Katsunaga (1568-1583)[100]

### Otros familiares
Oichi, la hermana de Nobunaga, tuvo tres hijas, las cuales contrajeron nupcias con importantes figuras de la época:
- Yodogimi, también conocida como Yodo-dono y la mayor de las tres, se convirtió en esposa de Toyotomi Hideyoshi.[43]
- O-Hatsu se casó con Kyōgoku Takatsugu.[43]
- O-go, la menor de las tres, se casó con el shōgun Tokugawa Hidetada.[43]

### Vasallos

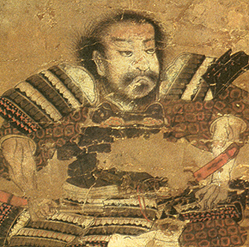
Shibata Katsuie, uno de los generales de más confianza de Nobunaga.

Nobunaga tuvo una visión centralizadora del poder, por lo que retuvo el control de la porción mayor de sus conquistas, usando el Castillo Azuchi como base en la provincia de Ōmi y parte de Mino y Owari. Las tierras restantes las dividió entre sus vasallos de más alta confianza, entre los que se encontraban sus hijos y otros diez vasallos:
- Toyotomi Hideyoshi
- Takigawa Kazumasu
- Akechi Mitsuhide
- Niwa Nagahide
- Shibata Katsuie
- Sassa Narimasa
- Maeda Toshiie
- Sakuma Nobumori
- Ikeda Tsuneoki
- Mori Nagayoshi

El alto mando de Nobunaga también incluía a Tokugawa Ieyasu, aunque este jugaba un papel más de aliado que de vasallo.

## Monumentos funerarios y otros sitios
Una de las primeras acciones de Hideyoshi al vengar la muerte de Nobunaga fue reconstruir el Honnō-ji en un lugar diferente, donde se erigió un cenotafio a Nobunaga. En Azuchi, en el lugar donde se alzaba el castillo construido por Nobunaga, también hay otro monumento funerario, el cual tiene vista hacia el lago Biwa.
Nobunaga fue deificado en el Santuario Kenkun (建勲神社 Kenkun-jinja?), ubicado al norte de Kioto y donde cada 19 de octubre se celebra un festival en su honor.
En Japón se pueden encontrar algunas estatuas en lugares relacionados con la vida de este personaje. Algunas de ellas se encuentran:
- Afuera de la estación Gifu.[106]
- En Gifu Park.[107]
- Afuera de la estación Azuchi.[108]
- Kiyosu Park, Aichi.[109]

## En la cultura popular
Nobunaga aparece continuamente en diversos medios de comunicación, generalmente tratado como villano o incluso de carácter demoníaco, aunque en algunas ocasiones se le pinta desde una mejor perspectiva.

### Cine y televisión
Nobunaga aparece frecuentemente en los dramas Taiga de la NHK, series televisivas anuales sobre personajes históricos. Dos de los especiales donde aparece como protagonista son Oda Nobunaga y Nobunaga King of Zipangu. En la serie del 2002 Toshiie to matsu: kaga hyakumangoku monogatari el actor Takashi Sorimachi dio vida al personaje.
En la película Kagemusha de Akira Kurosawa, Nobunaga aparece como uno de los enemigos de Takeda Shingen, quien finge su muerte para desalentar un posible ataque a su clan.
En la película Honnoji gassen de 1908, Fukunasuke Nakamura hizo el papel de Nobunaga, mientras que en la película de 1989, Ken Watanabe hizo el mismo personaje.
Algunas otras películas en donde se le representa son:
- Goemon
- Sengoku Jieitai 1549
- Kagemusha

Nobunaga también ha aparecido en series de anime como Sengoku Collection, Nobunaga Sensei no Osanazuma, Sengoku Basara, Oda Nobuna no Yabou, Nobunagun, Nobunaga the Fool, Inazuma Eleven GO Chrono Stone, Nobunaga Concerto, Yasuke y Drifters. En el anime Sengoku Chōjū Giga, es satirizado con un aspecto zoomorfo.

### Videojuegos
En la serie de videojuegos Onimusha (saga que comenzó con Onimusha: Warlords) Nobunaga es herido de muerte por una flecha después de su victoria en Okehazama, pero hace un trato con el «Rey Demonio» para que este regrese a la tierra en forma de demonio para conquistar Japón. Nobunaga aparece nuevamente como villano en el videojuego Sengoku Basara de Capcom. En dicho videojuego así como en el anime que se derivó de este, Nobunaga aparece con una armadura de picos, espada y escopeta, además de que aparecen rayos y truenos por donde aparece. En la serie Samurai Warriors aparece como un personaje que se puede utilizar, en donde se enfatiza su faceta de brutalidad y es llamado «Rey Demonio».
En Kessen 3 Nobunaga aparece como protagonista en una versión mucho más idealizada de su persona, presentando a Mitsuhide, su asesino, como el antagonista.
Nobunaga aparece brevemente en una de las campañas del juego Age of Empires II: The Conquerors, en donde es asesinado. Posteriormente el jugador toma el control de las tropas de Hideyoshi con el objetivo de destruir tres castillos para vengar su muerte.
En Civilization V aparece como el líder de la civilización japonesa.
En el videojuego Shogun 2 Total War se puede elegir por el jugador al clan de los Oda con Nobunaga al frente. También destaca en este mismo videojuego la opción de participar en batallas históricas de este periodo, una de ellas es la famosa batalla de Okehazama en la que Nobunaga derrota heroicamente con su escaso ejército al confiado Imagawa Yoshimoto, señor de Suruga.
Algunos otros videojuegos son:
- Taikō Risshiden
- Inindo: Way of the Ninja
- Samurai Warriors
- Warriors Orochi
- Kessen
- Devil Kings
- Pokémon Conquest
- Onimusha: Warlords
- Demon Chaos
- Toki no Tabibito -Time Stranger-
- Sakura Wars: So Long, My Love
- Civilization V
- Shogun 2 Total War
- Inazuma Eleven GO 2: Chrono Stone
- DomiNations
- Ni-Oh
- Ikémen Sengoku
- Fate/Grand Order
- Assassins Creed Shadows

### Cómics y libros
En el Manga Drifters, Nobunaga aparece como uno de los personajes principales de la historia, siendo parte de un gran grupo de personajes históricos que han sido llevados a otro mundo, el cual ha estado 6 meses allí, mientras que en su tierra, han pasado 18 años de su desaparición.
En el libro Taiko. El hábil cara de mono de Eiji Yoshikawa se narra la historia de Toyotomi Hideyoshi y, por consiguiente, también las peripecias de su señor; como la batalla de Okehazama, el asalto al monte Hiei y la escalada de ambos hasta el poder.
El anime Nobunaga the Fool (ノブナガ・ザ・フール Nobunaga za Fūru?) está dedicado a este personaje histórico.
En el anime Hunter x Hunter, uno de los miembros del Gen'ei Ryodan lleva por nombre Nobunaga Hazama, el cual es un espadachin, haciendo clara referencia al personaje.
En los libros Hombre lobo: El apocalipsis los hakken, una rama de los señores de las sombras, que bailan la espiral negra sirven a los ejércitos de Nobunaga
En el manga yonkoma Nobunaga no Shinobi, Nobunaga contrata los servicios de una niña ninja, Chidori, a la cual salvó de ahogarse.
En el manga kochouki:Wakaki Nobunaga Oda Nobunaga vive el período Sengoku de guerra civil donde nadie sabe lo que sucederá mañana. Siempre a su lado está su hermano adoptivo Ikeda Tsuneoki. Luchan por sobrevivir. Esta es una nueva historia tejida alrededor de Nobunaga y los personajes que lo rodearon que mantiene los puntos históricos pero los supera.

### Festivales
En la ciudad de Gifu, durante el primer sábado y domingo del mes de octubre se celebra un festival en honor a Nobunaga. En dicho festival se honra a Nobunaga por medio de una ceremonia en el templo Sofuku, una procesión donde los habitantes se disfrazan de él o de Daitō Dōsan y un desfile.
En Kioto, el templo Amida-dera hace servicios en su honor cada año. Aunque generalmente está cerrado al público, abre sus puertas para el evento. El Honnō-ji también celebra cada 2 de junio un desfile donde la gente se disfraza de Nobunaga o de samuráis de la época. Desde al año 2005 permiten a los turistas y personas en general participar.